# Tenisová sezóna Rogera Federera 2012
Tenisová sezóna Rogera Federera 2012 znamenala pro švýcarského tenistu zisk grandslamového titulu, když ve finále Wimbledonu porazil skotského hráče Andyho Murrayho 4–6, 7–5, 6–3 a 6–4. Sedmou wimbledonskou trofejí se dotáhl na Peta Samprase a 17. titulem z Grand Slamu ustanovil nový historický rekord mužského tenisu. Na Australian Open a French Open došel do semifinále, když v prvním případu skončil na raketě světové dvojky Rafaela Nadala a ve druhém jej zdolal první hráč žebříčku Novak Djoković. Na US Open zakončil jeho účinkování sedmý tenista světové klasifikace Tomáš Berdych ve čtvrtfinálové fázi.
Wimbledonský titul jej katapultoval do čela světové klasifikace. Při nástupu na tenisový trůn ztrácel jediný týden na Samprasův rekord 286 týdnů. Světové klasifikaci vévodil nepřetržitě dalších 16 týdnů až do konce října, čímž ustanovil nový absolutní rekord v počtu 302 týdnů strávených na pozici prvního hráče světa. V konečné klasifikaci roku figuroval na 2. místě.
Necelý měsíc po Wimbledonu proběhl na travnatých dvorcích All England Clubu tenisový turnaj Her XXX. letní olympiády v Londýně. Singlovou soutěží prošel až do finále, které mělo stejné složení jako wimbledonský boj o titul. Andy Murray mu oplatil předešlou porážku a Federer tak získal stříbrnou medaili, po pekingském zlatu, druhý olympijský kov.
V kategorii Masters si připsal tři vítězství, když jako první tenista historie vyhrál turnaj hraný na modré antuce – španělský Mutua Madrileña Madrid Open. Další dvě trofeje si odvezl z amerických betonů v Indian Wells Masters a Cincinnati Masters, čímž dosáhl na rekordních dvacet jedna titulů této série. Ve třetí nejvyšší kategorii ATP 500 Series vybojoval v zimní fázi sezóny dvě výhry na nizozemském Rotterdam Open a arabském Dubai Tennis Championships. Naopak šesté vítězství ze Swiss Open nezískal, když jej ve finále přehrál Juan Martín del Potro až v tiebreaku rozhodující sady.
V pozici poraženého finalisty podruhé odjížděl ze závěrečného Turnaje mistrů, kde po nezvládnutých koncovkách obou setů 6–7 a 5–7, nestačil na světovou jedničku Novaka Djokoviće.

## Přehled sezóny

### Zimní sezóna na tvrdém povrchu

#### Qatar Open

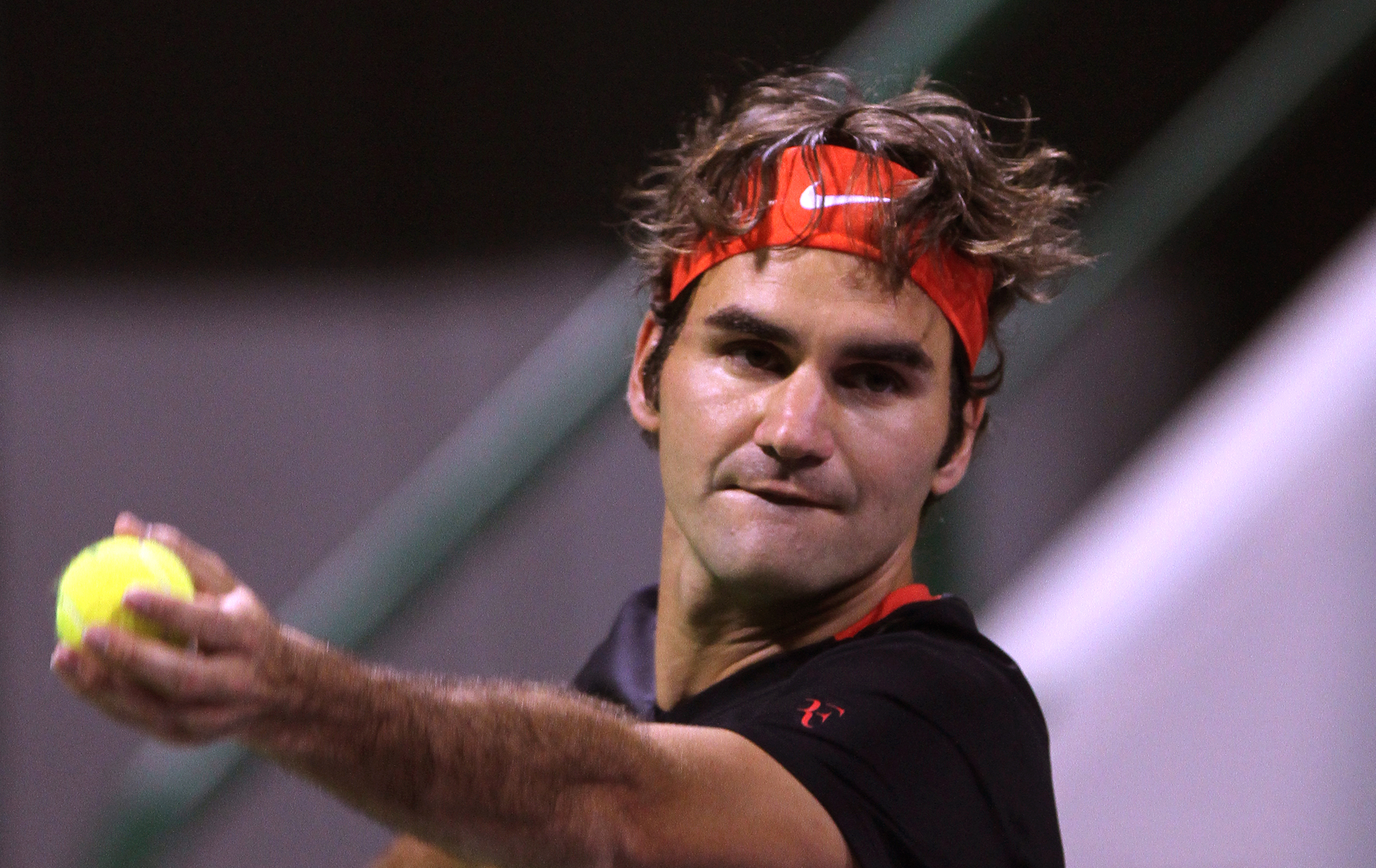
Sezónu 2012 zahájil na Qatar Open

Úvodním turnajem sezóny se první lednový týden stala arabská událost Qatar ExxonMobil Open, kam přijížděl jako obhájce titulu. V prvním kole přehrál finalistu předešlého ročníku Nikolaje Davyděnka. Do semifinále prošel přes slovinského kvalifikanta Grega Žemlju a osmého nasazeného Itala Andrease Seppiho v těžkém třísetovém utkání, kde se nevyhnul řadě chyb. Před reprízou semifinále z roku 2011 proti světové šestce Jo-Wilfriedu Tsongovi byl nucen odstoupit pro křeče zádového svalstva. Jednalo se teprve o druhé Švýcarovo odstoupení z turnaje kvůli zdravotním potížím. Poprvé tak učinil na halovém Paris Masters 2008.

#### Australian Open
Na Grand Slamu Australian Open, probíhajícím v Melbourne Parku, neztratil při cestě do semifinále ani jeden set. Na jeho raketě postupně zůstali ruský kvalifikant Alexandr Kudrjavcev, a po volném druhém kole pro odstoupení Andrease Becka se zraněnými zády, mu ve třetí fázi podlehl Chorvat Ivo Karlović, vůči kterému navýšil aktivní poměr vzájemných utkání na 10–1. V osmifinále jej vyzval australský teenager Bernard Tomic, s nímž si bez potíží poradil za méně než dvě hodiny. Vylepšil tak tenisový rekord v počtu čtvrtfinále grandslamu bez přerušení, již na třicet jedna účastí. Mezi poslední osmičkou v jubilejním 1000. zápasu kariéry zdolal neoblíbeného soupeře a světovou jedenáctku Juana Martína del Potra. Jednalo se o jejich první střetnutí od pětisetové výhry Argentince ve finále US Open 2009. S přibývajícím časem Švýcar zvyšoval kontrolu nad utkáním a výsledkem 6–4, 6–3, 6–2, dovolil del Potrovi uhrát pouze o jeden game více než Tomicovi.
Jako první třicátník od dob Andreho Agassiho postoupil do semifinále Australian Open. Šňůru neporazitelnosti od září 2011 prodloužil na 24 utkání. Do zápasu proti druhému hráči žebříčku Rafaelu Nadalovi vstoupil ziskem úvodní sady. Následně však zhoršil pohyb po dvorci a tři zbylé sety prohrál, když ve třetím dějství nezvládl tiebreak se šancí na vedení 2:1. Po 63 nevynucených chybách odešel poražen 7–6, 2–6, 6–7 a 4–6, čímž prohloubil pasivní vzájemnou bilanci s Nadalem na 9–18.

#### Rotterdam Open
Po návratu na evropský kontinent odehrál ABN AMRO World Tennis Tournament v Rotterdamu. Na nizozemský turnaj se vrátil poprvé od triumfu v roce 2005. Na cestě do finále přehrál Francouze Nicolase Mahuta, a po odstoupení Michaila Južného ve druhém kole, vyřadil nejlepšího Fina Jarkka Nieminena. V semifinále ztratil úvodní sadu proti agresivně hrajícímu 49. tenistovi světa Nikolaji Davyděnkovi. Duel však dokázal otočit a postoupit do finále. V něm jej podruhé v roce čekal Argentinec Juan Martín del Potro, kterému nepovolil opět ani set a triumfoval 6–1, 6–4. Dne 19. února si tak připsal první titul sezóny a celkově 71. kariérní.

#### Dubai Tennis Championships
Na Arabském poloostrově se zúčastnil turnaje Dubai Tennis Championships, kde si v prvním kole poradil se světovou čtyřicítkou Michaëlem Llodrou. Po jednoznačném průběhu úvodního setu, kdy soupeři nadělil „kanára“, musel postup vybojovat až ve zkrácené hře druhého dějství. Po pomalejším rozjezdu ve druhém kole, porazil Španěla Feliciana Lópeze, a ve třetím nedal šanci ruskému hráči Michailu Južnému, když na podání ztratil pouze čtrnáct míčů. Mezi poslední osmičkou potřetí v sezóně přehrál světovou desítku Juana Martína del Potra, tentokrát po dvou zvládnutých tiebreacích. V bitvě o titul jej vyzval čtvrtý tenista žebříčku Andy Murray narozený ve Skotsku, proti němuž opět zvládl koncovky obou setů. Výsledkem 7–5, 6–4 slavil druhý turnajový triumf v řadě a celkově pátý dubajský. Na celé události neztratil žádný set.

#### BNP Paribas Open
Po dvou čerstvých trofejích se na počátku března přemístil do Spojených států, kde již tradičně v úvodní části sezóny proběhly dva Mastersy. Před prvním z nich odehrál exhibici BNP Paribas Showdown proti bývalé světové jedničce Andymu Roddickovi v Američanově posledním roce kariéry. Po dvou vyrovnaných setech Roddick dovedl duel do vítězného konce poté, co uspěl v tiebreaku druhého dějství.

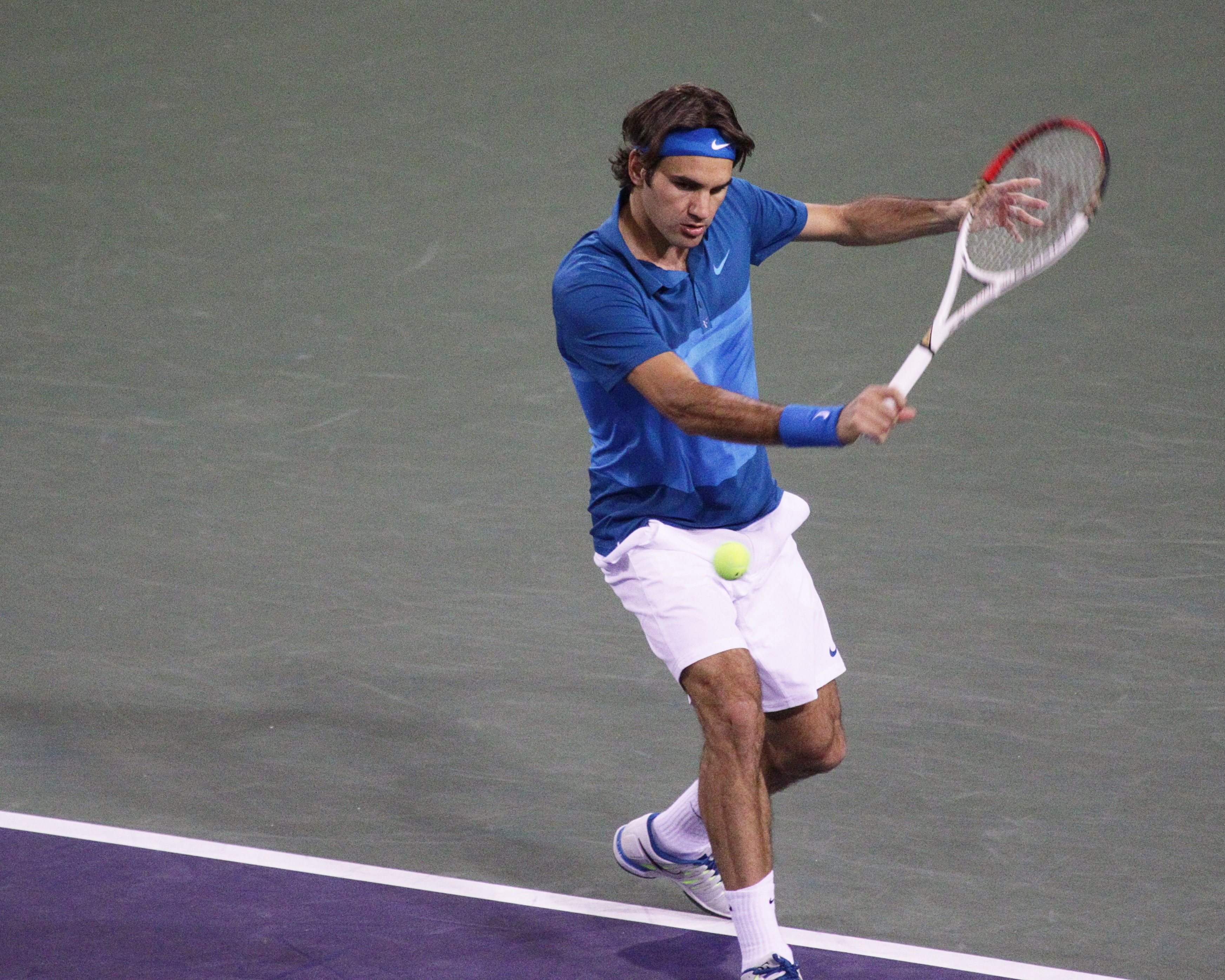
Po šesti letech vyhrál celkově čtvrtý titul na Indian Wells Masters

Na kalifornském BNP Paribas Open jej před úvodním zápasem trápily příznaky chřipkového onemocnění. Podobné symptomy virózy postihly v místě turnaje více hráčů. Po volném losu zdolal mladého amerického kvalifikanta Denise Kudlu. Ve třetí fázi ztratil první set s Kanaďanem Milosem Raonicem. Švýcar však razantně odpověděl dvěma prolomenými podáními ve druhém setu a utkání již nepustil, když v závěru rozhodující sady opět soupeře brejknul. Proti 50. brazilskému hráči klasifikace Thomazovi Belluccimu musel podstoupit opět třísetovou anabázi se šťastným koncem. Ještě ne zcela zotaven hrál Federer proti odpočatému Brazilci, který prošel druhým kolem bez boje. Ve třetí sadě Švýcar nalezl ztracený rytmus a po prolomení podání postoupil do čtvrtfinále. Počtvrté v roce narazil na Juana Martína del Potra a počtvrté jej porazil, když mu během zápasu třikrát sebral servis. Za šedesát devět minut slavil vítězství, které se stalo jeho jubilejní 250. výhrou na turnajích série Masters 1000.
V semifinále oplatil melbournskou porážku z úvodu roku Rafaelu Nadalovi. Vytrvalý déšť odložil začátek duelu o několik hodin. Poté, co oba aktéři nastoupili na dvorec, Švýcar převzal iniciativu a nabídku dvou breakbolů proměnil v zisk úvodního dějství. Do trháku se dostal i ve druhé sadě, když dvakrát prolomil Španělovi podání. Rodák z Mallorky se ještě pokusil zápas zdramatizovat, ale zisk Federerova servisu ani krátké přerušení pro déšť, již Švýcara nezastavily, aby utkání zakončil esem. Nad Nadalem si tak připsal desátou kariérní výhru. Ve finále zůstal na jeho raketě jedenáctý hráč světa John Isner, jenž ho dokázal překvapivě porazit v únorovém daviscupovém utkání. Po setech 7–6, 6–3, mu Federer prohru vrátil a po šesti letech získal čtvrtý titul z Indian Wells Masters. Zaznamenal tak rekordní 19. turnajovou trofej v kategorii ATP World Tour Masters 1000 a dotáhl se v tomto parametru na prvního na Nadala.

#### Sony Ericsson Open
Tradičně navazující floridskou událostí se stal Sony Ericsson Open, kde si povolném losu poradil s Američanem Ryanem Harrisonem, hrajícím na divokou kartu. Většinu utkání měl Švýcar pod kontrolou a soupeřovu snahu zápas zdramatizovat v koncovce druhého setu zvládl, když vyhrál tiebreak poměrem míčů 7–3. Ve třetím kole narazil na 34. tenistu žebříčku a bývalou světovou jedničku Andyho Roddicka. Po ztrátě prvního setu ve zkrácené hře, se obraz hry změnil a Federer dokázal třikrát prolomit podání. Po rychlém ukončení druhé sady, však nakonec Švýcar utkání ztratil. Ve druhé hře rozhodujícího dějství nedokázal využít ani jeden ze čtyř breakbolů a sám v dalším gamu o podání přišel. Všechny zbylé čtyři servisy Američan uhájil a zápas dovedl k vítězství. Roddick slavil třetí vzájemnou výhru v kariéře, poprvé od vítězství na Miami Masters 2008, čímž ukončil Federerovu 16zápasovou neporazitelnost.

### Antuková sezóna

#### Mutua Madrid Open
Druhý květnový týden rozehrál antukovou sezónu třetím turnajem z kategorie Masters Mutua Madrid Open, jenž se jako historicky první turnaj okruhu odehrával na modré antuce. Ta byla později kritizována například ze strany Nadala či Djokoviće a řídící organizace ATP pro sezónu 2013 nařídila návrat k červenému antukovému povrchu.

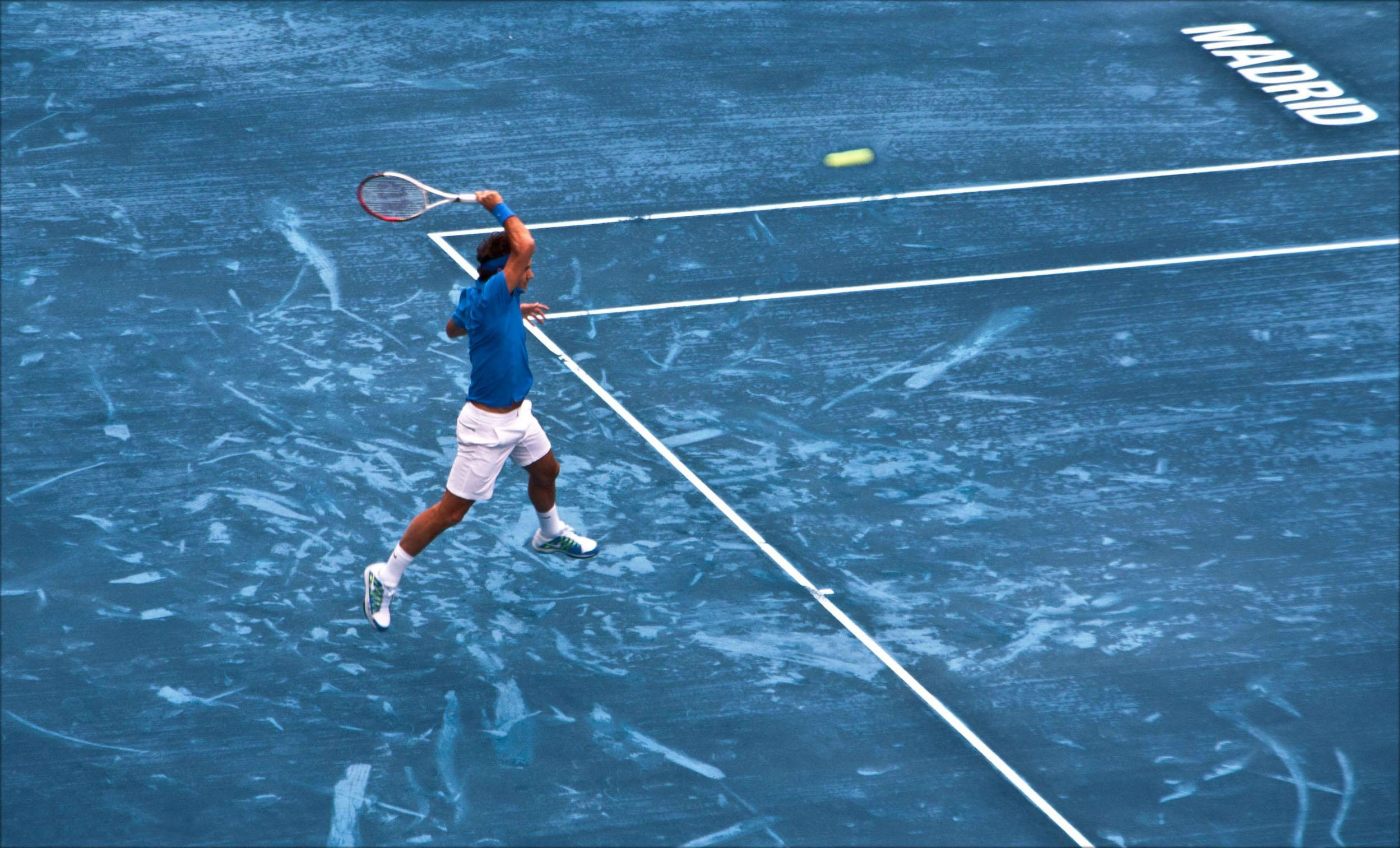
Federer se stal jediným mužem historie, který vyhrál turnaj na modré antuce.

Po volném losu čelil ve druhé fázi Kanaďanovi Milosi Raonicovi. Po ztrátě úvodní sady, zachránil v následujících dvou setech sedm breakbolů soupeře, a utkání dokázal získat, až v tiebreaku rozhodujícího dějství. Ve třetím kole přešel za méně než hodinu přes světovou osmnáctku Richarda Gasqueta poměrem 6–3, 6–2. Mezi posledními osmi hráči si poradil s nebezpečným Španělem a šestým mužem klasifikace Davidem Ferrerem po dvousetovém průběhu, když při svém servisu ztratil pouze šest míčů. Proti Ferrerovi tak prodloužil sérii neporazitelnosti. V semifinálezůstal na jeho raketě za více než hodinu Srb Janko Tipsarević, proti němuž ve své dosavadní kariéře také neokusil hořkost porážky.
Finálovou účastí vytvořil nový absolutní rekord série Masters, když se ve 32. finále této kategorie odpoutal od Ivana Lendla. Ve 104. bitvě o titul na okruhu ATP Tour svedl třísetový boj se sedmým hráčem světa Tomášem Berdychem, kterého udolal 3–6, 7–5 a 7–5. Bodový zisk mu dopomohl k návratu na druhou příčku žebříčku, kde přeskočil Rafaela Nadala. Třetím titulem z Madrid Masters se dotáhl na rekordních dvacet Nadalových trofejí v kategorii ATP Masters 1000, počítaných od roku 1990.

#### Internazionali BNL d'Italia
Na antuce římského Mastersu Internazionali BNL d'Italia zdolal po volném losu argentinského hráče Carlose Berlocqa ve dvou sadách. Ve třetí fázi jej čekal vítěz římské události z roku 2001 a antukový specialista Juan Carlos Ferrero, s nímž musel o postup svést třísetovou bitvu, když mu soupeř prolomil podání v závěru druhého dějství. Po výhře poměrem 6–2, 5–7, 6–1, narazil na Itala Andrease Seppiho. Bezpečně se přes něj probil do semifinále, když mu dovolil uhrát jen tři gamy. V něm jej čekal první hráč světa Novak Djoković, na jehož přesnou celodvorcovou hru nenašel recept, a potom kdy nezvládl tiebreak druhé sady, Srbovi podlehl 2–6 a 6–7. Po římském triumfu Nadala klesl opět na třetí místo světové klasifikace.

#### French Open

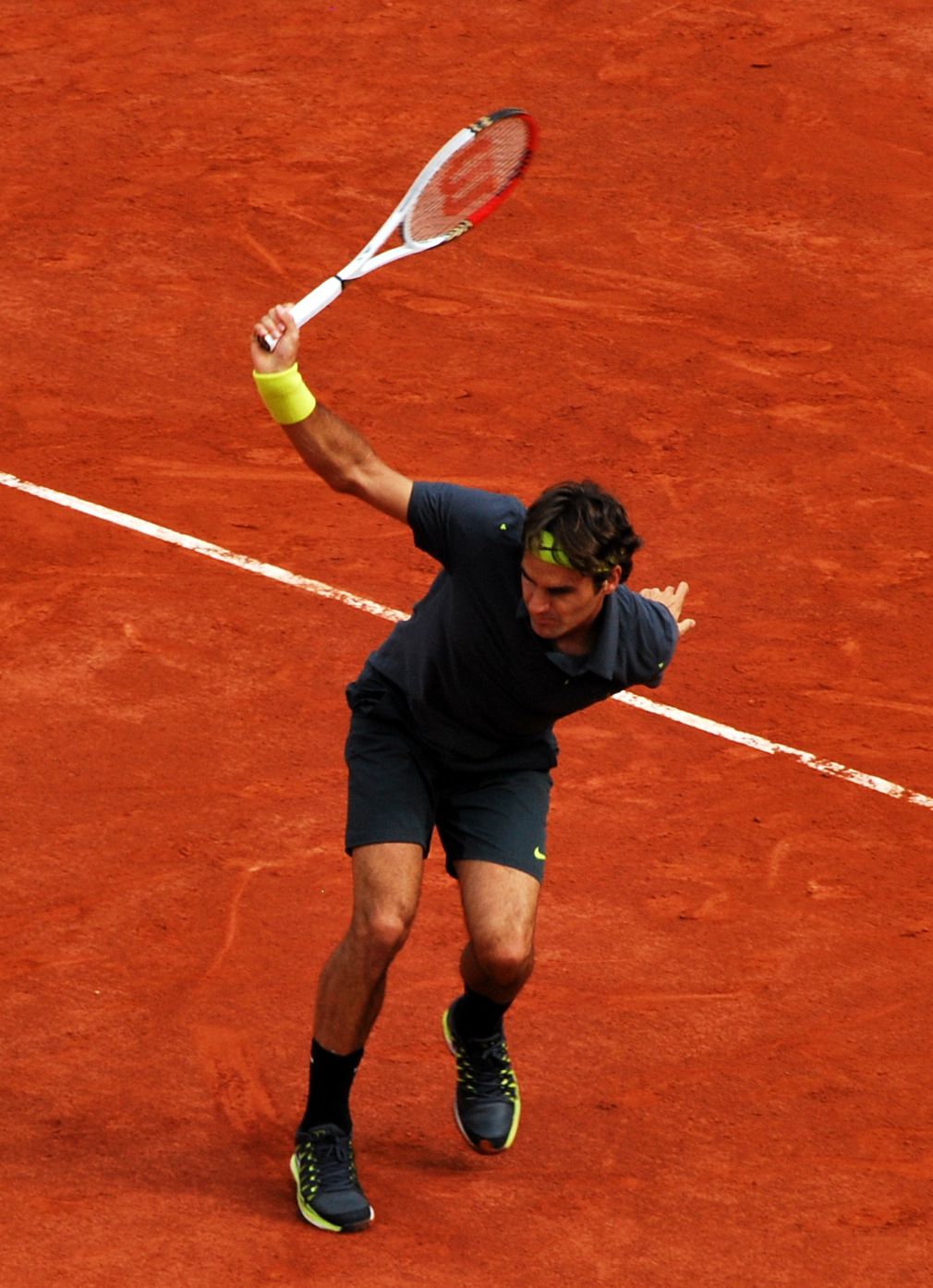
Na French Open vypadl v semifinále

Tradičním vyvrcholením antukové sezóny se stal pařížský grandslam French Open odehrávající se na Stade Roland-Garros poblíž Boulogneského lesíka.
Svůj jubilejní 50. major kariéry zahájil třísetovou výhrou nad Němcem Tobiasem Kamkem. Vítězství znamenalo Federerův 50. vyhraný zápas na Roland Garros a vyrovnáí Connorsova rekordu v počtu 233 výher na turnajích Grand Slamu. Ve druhém kole zdolal rumunského tenistu Adriana Ungura po čtyřsetovém průběhu, když bekhendovou chybou v tiebreaku ztratil třetí set. Postup představoval 234 výhru a odpoutání se od Connorsova rekordu.
Následně si ve čtyřech setech poradil s Nicolasem Mahutem a v osmifinále vystavil stopku šťastnému poraženému kvalifikantovi Davidu Goffinovi z Belgie, který zažíval grandslamový debut. Po mnoha nevynucených chybách v úvodním dějství zvýšil Švýcar koncentraci a postoupil do svého 32. čtvrtfinále Grand Slamu za sebou. V něm jej vyzval devátý hráč světa Juan Martín del Potro, již v pátém vzájemném utkání sezóny. První dva sety získal Argentinec. Federer však ovládl další tři sady, a soupeři povolil ve zbytku duelu pouhých pět her, když do svého 31. semifinále majoru postoupil za tři hodiny a čtrnáct minut poměrem 3–6, 6–7, 6–2, 6–0, 6–3. Posedmé v kariéře tak dokázal vyhrát zápas ze ztráty 0:2 na sety.
Stejně jako v Římě jej pavouk mezi poslední čtyřkou svedl k zápasu se světovou jedničkou Novakem Djokovićem, a shodně jako ve Věčném městě, neuspěl. Nevyrovnaná hra doprovázená řadou chyb přinášela protivníkovi šance na prolomení podání. Srb překonal i krátkou krizi v úvodu druhé sady, kdy se Federer dostal do vedení. Djoković ukončil jeho pařížské působení výsledkem 6–4, 7–5 a 6–3.

### Sezóna na trávě

#### Gerry Weber Open
Úvodní událostí na trávě se již tradičně stal německý Gerry Weber Open v Halle, kam přijížděl jako druhý nasazený a pětinásobný vítěz z předešlých let.
V prvním kole obdržel volný los. Následně na jeho raketě zůstal Němec a 29. tenista žebříčku Florian Mayer, když mu nasázel jedenáct es. Ve čtvrtfinále svedl obtížné utkání s dalším hráčem třetí desítky Milosem Raonicem. Rozhodla až zkrácená hra rozhodujícího setu. Po výsledku 6–7, 6–4 a 7–6, slavil Švýcar postup a třetí vítězství nad Kanaďanem za sebou. Mezi posledními čtyřmi jej vyzval Michail Južnyj, který kladl odpor pouze v prvním setu a ve druhém dějství dokázal uhrát pouze jediný game. Ve finále však Federer podlehl až 87. německému tenistovi světové klasifikace Tommymu Haasovi poměrem 6–7, 4–6, když nakupil řadu nevynucených chyb.

#### Wimbledon

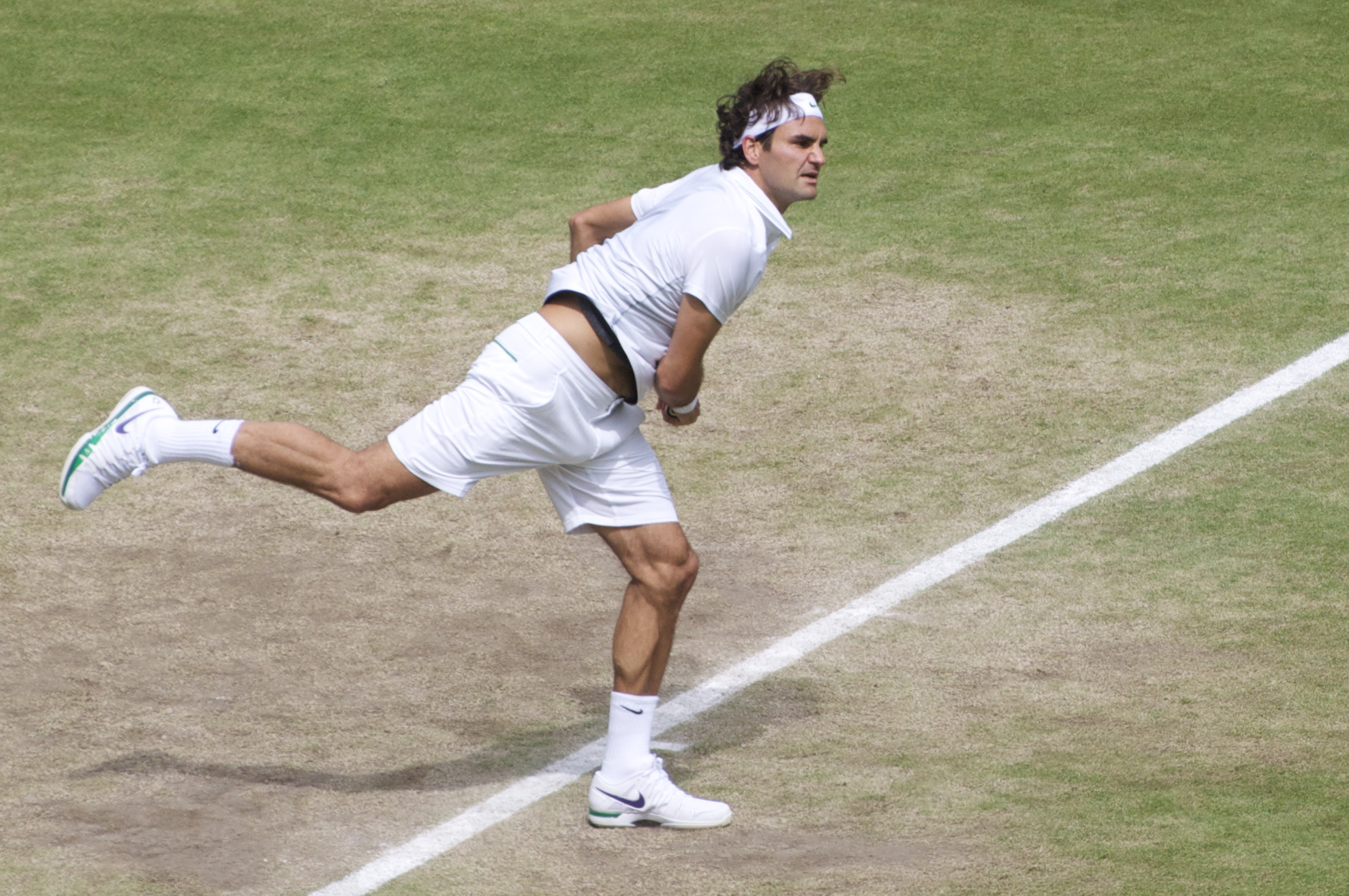
Podání ve čtvrtfinále Wimbledonu

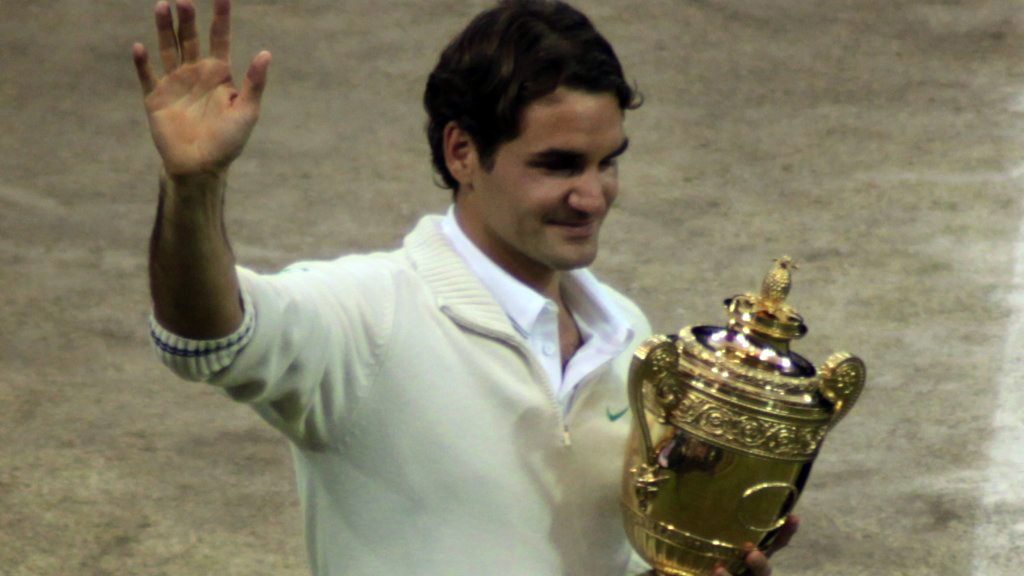
Během vítězného kolečka po slavnostním ceremonilu s pohárem pro wimbledonského šampióna, který získal posedmé

V roli turnajové trojky zavítal na oblíbený londýnský grandslam Wimbledon, na kterém předtím šestkrát triumfoval, naposledy v roce 2009.
V úvodním klání narazil na španělského antukáře Alberta Ramose, kterému dovolil za sedmdesát devět minut získat právě jednu hru v každém ze tří setu. Ve druhé fázi turnaje podobným způsobem deklasoval italského tenistu z druhé padesátky Fabia Fogniniho, jenž si v úhrnu připsal šest gamů. Tento duel navštívil poprvé od roku 1970 následník britského trůnu princ Charles s chotí vévodkyní Camillou. Hráči se díky návštěvě korunního prince při příchodu a odchodu z kurtu uklonili. Tato povinnost byla zrušena prezidentem klubu princem Edwardem v roce 2003. Ve třetím kole jej čekal 32. tenista světa Julien Benneteau, jemuž v posledním vzájemném utkání na Paris Masters 2009 podlehl.Francouz se po impozantním nástupu, když v první sadě Federerovi vzal podání a ve druhé vyhrál tiebreak, dostal do vedení 2:0 na sety. Švýcar, jenž se ze stejné situace vymanil i na červnovém Roland Garros, zpřesnil hru a razantním tenisem si připsal třetí dějství za méně než půl hodiny. Dramatická zápletka vrcholila zkrácenou hrou čtvrté sady, v níž nejtěsnějším dvoubodovým rozdílem 8:6 unikla světová trojka vyřazení. V pátém setu již basilejský rodák na dvorci dominoval poté, co opakovaně prolomil soupeřovo podání a po třech a půl hodinách dovedl zápas do vítězného konce poměrem 4–6, 6–7, 6–2, 7–6 a 6–1. Po osmé v kariéře tak otočil nepříznivý stav 0:2 na sety.
V osmifinále narazil na Belgičana Xaviera Malisse. Celkově 850. kariérní výhru na okruhu ATP vybojoval po čtyřsetovém průběhu. V prvním dějství nejdříve ztratil servis, aby si jej dokázal vzít zpět. Sadu pak vyhrál v tiebreaku, když belgickému hráči povolil uhrát pouze jeden míč. Ve druhém setu mu protivník odebral pouze jednu hru a Švýcarovo následné prohrané podání ve třetím dějství znamenalo vynucení čtvrté fáze zápasu. Uprostřed ní si Federer vybudoval náskok dvou gamů, který již bezpečně udržel, aby za více než dvě hodiny postoupil výsledkem 7–6, 6–1, 4–6, 6–3 do rekordního 33. čtvrtfinále Grand Slamu bez přerušení. V něm jej na druhém turnaji za sebou čekal Michail Južnyj, s nímž dosud neprohrál. V královské lóži byli přítomni princ William s chotí vévodkyní Catherine, dále pak tenisové legendy Rod Laver či Andre Agassi s manželkou Steffi Grafovou. Rozjetý Švýcar předvedl jeden ze svých výjimečných výkonů, když ruskému soupeři za hodinu a půl dovolil pouze pět gamů.
 V semifinále jej pavouk dovedl k srbské světové jedničce Novaku Djokovićovi, s nímž odešel poražen z květnového Rome Masters i French Open. V polovině první sady dokázal Srbovi vzít podání a doservírovat set do vítězného konce. Hned v úvodní hře druhého dějství však přišel o servis a soupeř tuto výhodu využil ke srovnání setů na 1:1. Ve třetí fázi oba aktéři vyrobili řadu chyb, stejně jako nevyužili všechny příležitosti na zisk breaku. V závěru si Federer vypracoval dva setboly, z nichž druhý proměnil a ujal se vedení. Poté již nepolevil v koncentraci, jako ve druhé sadě, a rychlým nástupem podpořeným výborným servisem, si připsal první tři hry čtvrtého setu. Rozdíl dvou gamů již neztratil a po dvou hodinách a dvaceti minutách ztvrdil postup do finále vítězným servisem, když vyhrál 6–3, 3–6, 6–4 a 6–3.
V rekordním osmém finále na dvorcích All-England Clubu se střetl se skotskou světovou čtyřkou Andym Murraym, jenž zažíval debut v boji o grandslamový titul. Po 76 letech se mohl stát prvním britským vítězem mužské dvouhry od trofeje Freda Perryho. Nejen ve Velké Británii ostře sledovanému utkání přihlížela řada osobností, včetně na centrálním dvorci přítomném britském premiéru Davidu Cameronovi.
V závěru úvodní sady dokázal Skot prolomit servis a set již nepustil. Ve druhém dějství si oba hráči drželi servis až do závěrečného gamu, v němž Federer využil zaváhání soupeře a nabídnutý setbol proměnil. Po rozehrání třetí fáze duelu se rozpršelo a na řadu přišla přestávka pro zatažení střechy centrálního dvorce. Utkání dle pravidel se tak muselo dohrát pod střešním krytem. Po obnovení hry se Švýcar vytasil s dominantním silovým tenisem vedoucím k zisku klíčového breaku, který zúročil v gamu trvajícím dvacet minut. Murray tak ztratil servis ve hře, která poznala 26 míčů. Následně již prohrané podání nedokázal získat zpět a třetí set skončil zakončil porážkou. Ve čtvrté fázi duelu stačil Federerovi jediný nabídnutý breakbol k prolomení podání a k celkovému triumfu. Za tři hodiny a čtrnáct minut basilejský rodák dosáhl poměrem 4–6, 7–5, 6–3, 6–4 na sedmý wimbledonský titul. Stal se tak nejstarším finalistou od roku 1984, kdy se do závěrečného utkání turnaje probojoval Jimmy Connors, a nejstarším vítězem od titulu Arthura Ashe v roce 1975. Sedmou trofejí se vyrovnal rekordnímu počtu wimbledonských titulů, které spoludrželi William Renshaw a Pete Sampras.
Náskok navýšil rovněž na prvním místě historických statistik v počtu vybojovaných trofejí na Grand Slamu, když výhra představovala celkově sedmnáctý titul. Po triumfu se také do čela světové klasifikace. Při červencovém nástupu na tenisový trůn ztrácel jediný týden na Samprasův rekord 286 týdnů. Žebříčku vévodil nepřetržitě dalších 16 týdnů až do konce října, čímž ustanovil nový absolutní rekord v počtu 302 týdnů strávených na pozici prvního hráče světa.

#### Letní olympijské hry

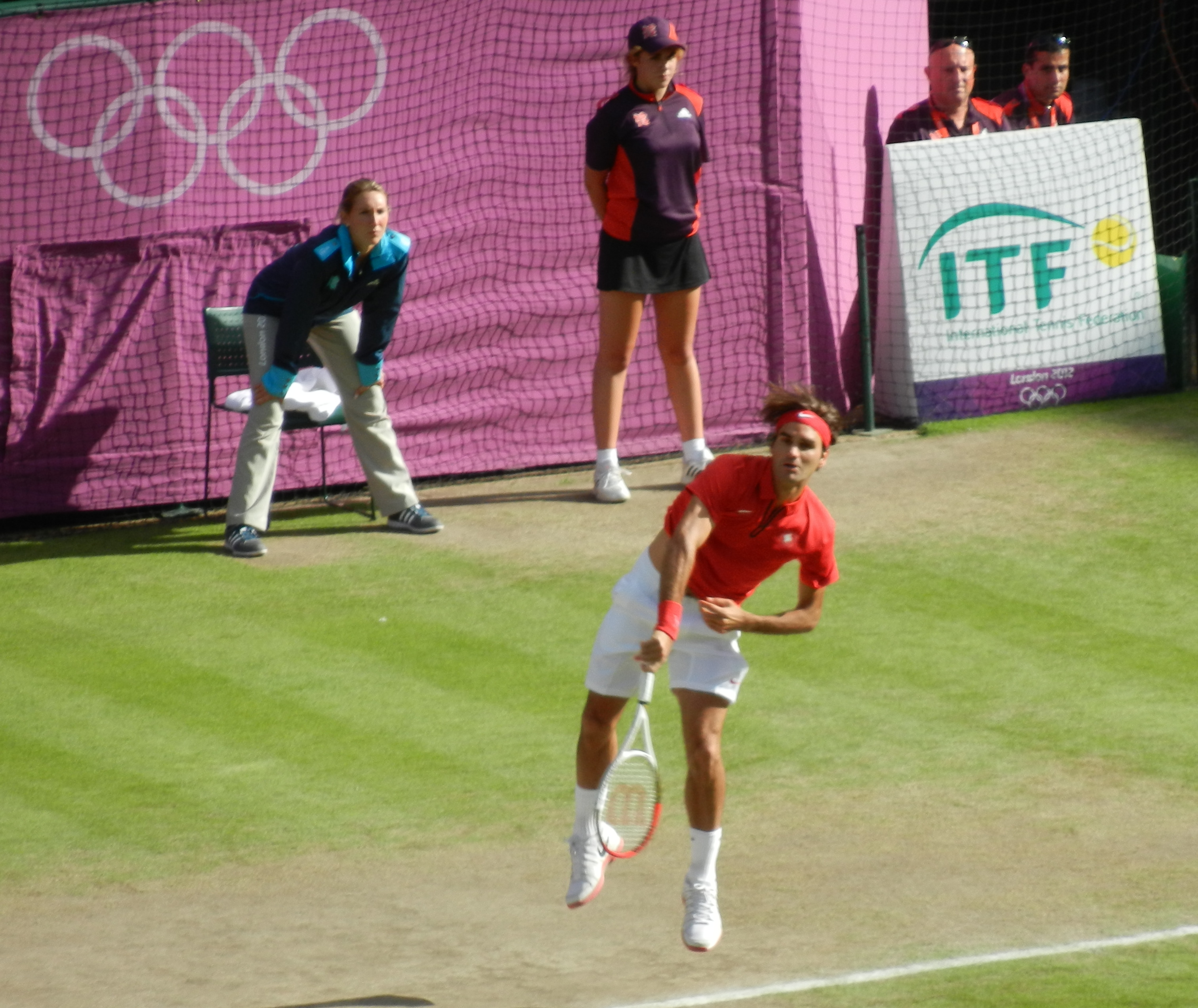
Podání ve čtvrtfinále dvouhry olympijského turnaje proti Johnu Isnerovi, hraném na centrálním dvorci

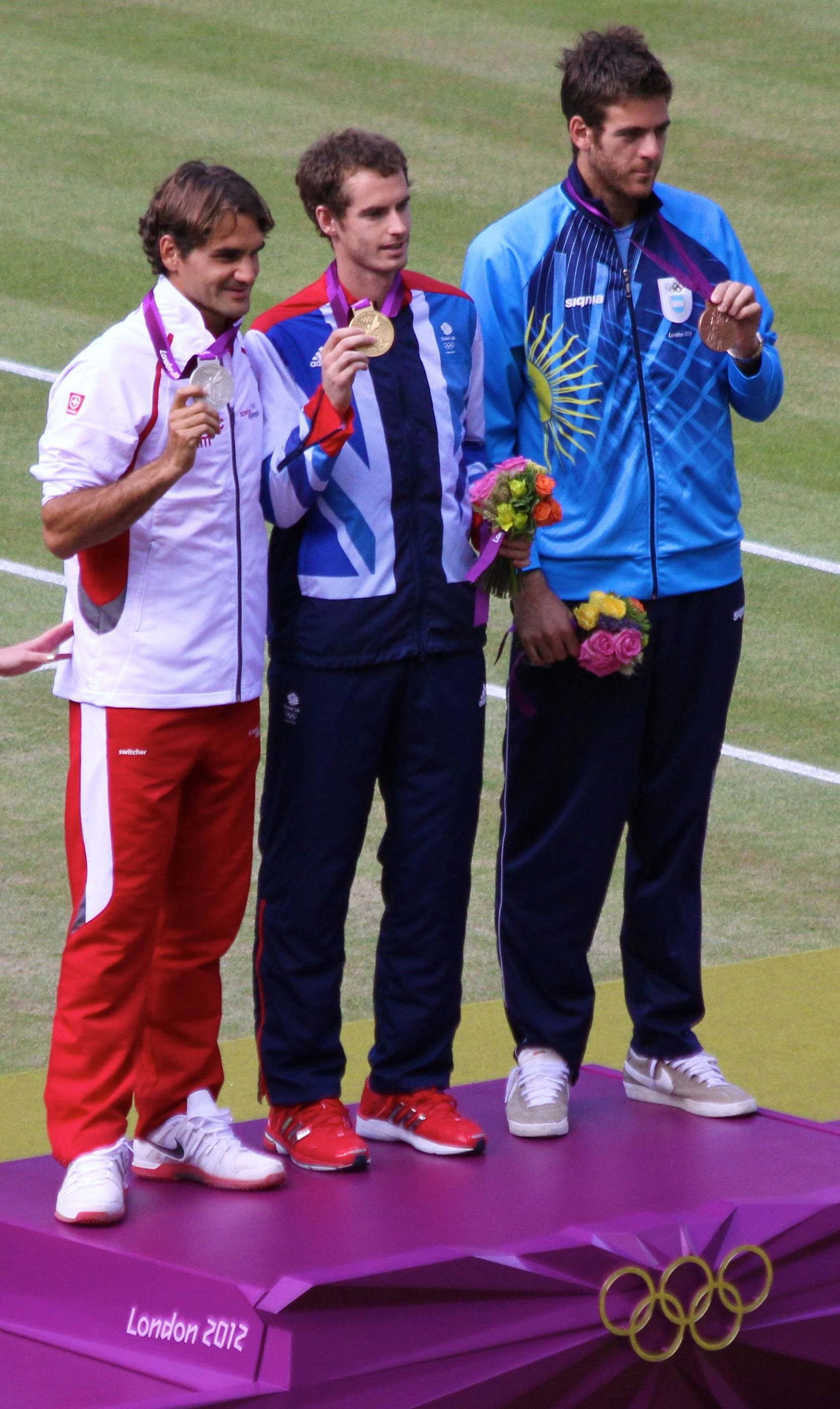
Medailisté zleva: Federer (stříbro) • Murray (zlato) • del Potro (bronz)

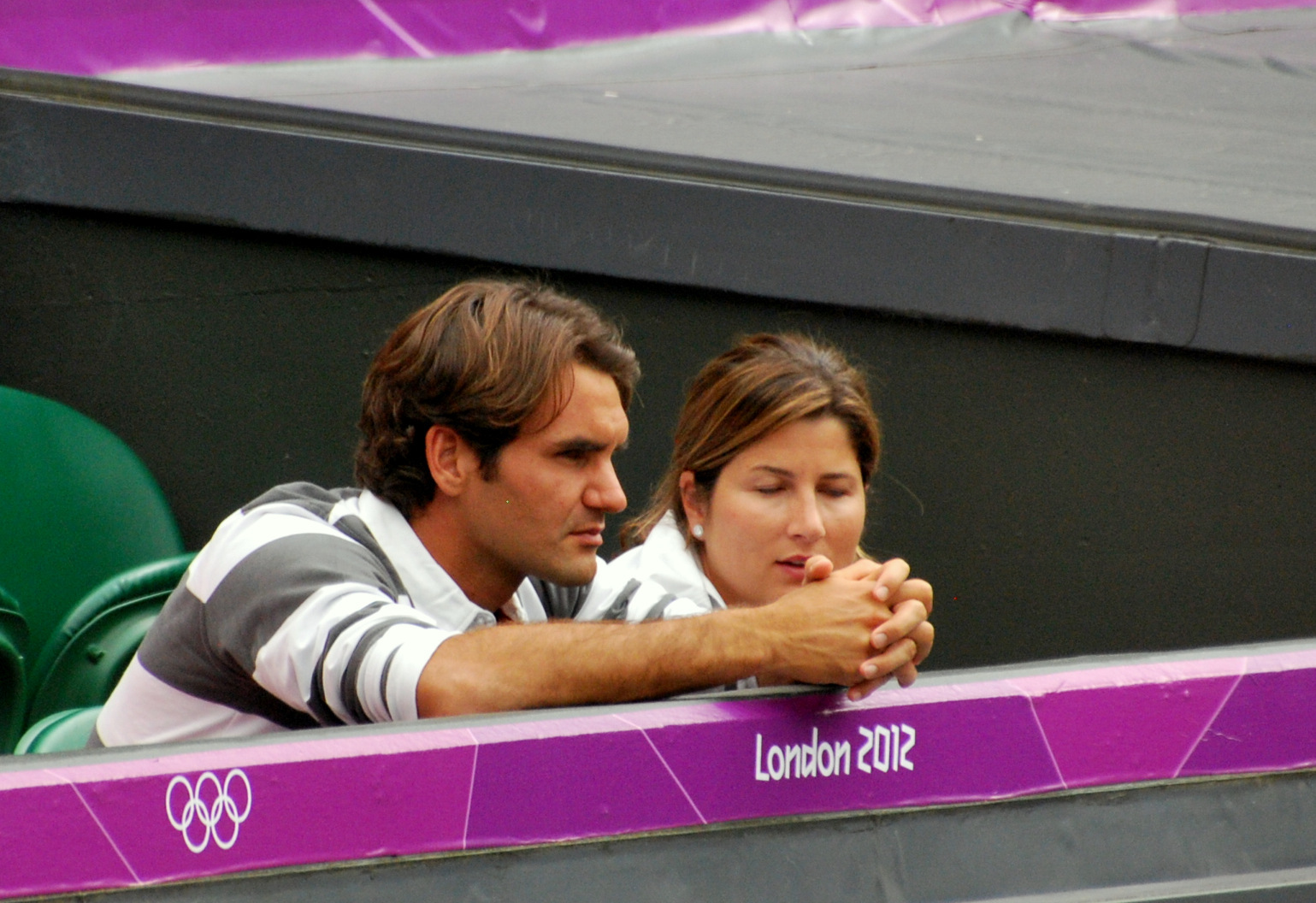
Během olympijského turnaje s manželkou Mirkou Federerovou na centrálním dvorci

Na konci července se vrátil na travnaté dvorce All England Clubu při příležitosti turnaje londýnských Her XXX. olympiády, kde byl jako člen švýcarské výpravy kandidátem na jednu z medailí v mužské dvouhře i čtyřhře.
Do soutěže dvouhry vstupoval z pozice nejvýše nasazeného hráče a světové jedničky. V prvním kole přehrál Kolumbijce Alejandra Fallu, s nímž prošel pětisetovou bitvou ve Wimbledonu 2010. Po zisku úvodní sady, promarnil v závěru druhé několik měčbolů, a po ztrátě podání musel podstoupit třetí dějství utkání. V něm převzal definitivní kontrolu nad zápasem a postoupil do druhého kola, kde si poradil s Francouzem Julienem Benneteauem. Utkání mělo zcela jiný průběh než měsíc předtím pětisetové wimbledonské drama. Za méně než hodinu soupeři nepovolil ani jednu breakbolovou šanci a zvítězil hladce ve dvou setech 6–2, 6–2.
Ve třetí fázi zůstal na jeho raketě třicátý pátý hráč žebříčku Denis Istomin z Uzbekistánu, když první sadu přerušila krátká přeháňka. Ve čtvrtfinále narazil na nejvyššího tenistu okruhu a americkou světovou jedenáctku Johna Isnera. Po prolomení podání v závěru prvního setu, získal druhý až ve zkrácené hře těsným dvoubodovým rozdílem. Duel zakončil krátkým returnem za síť.
Pošesté v probíhající sezóně se střetl s Argentincem Juanem Martínem del Potrem, tentokrát v semifinálové části pavouku. Uprostřed úvodní sady jej argentinská světová devítka dokázala brejknout a výhodu servisu proměnila ve vedení 1:0. Ve druhém dějství Švýcar promarnil dvě šance na dotažení setu do vítězného konce a poměr sad srovnal až esem v tiebreaku poté, co proměnil druhý setbol. Ve třetí rozhodující fázi měl mírnou psychickou výhodu podání del Potro, jehož náskok musel Federer vždy dotahovat. Světová jednička nevyužila několik breakbolů a protivníkovi dokázala prolomit podání až ve dvacátém gamu sady. Šanci na ukončení utkání však basilejský rodák nezužitkoval a Argentinec se rebreakem vrátil do zápasu. Za stavu her 17–17 se Švýcar dostal do dalšího dvougamového trháku. Finálovou účast a jistotu olympijské medaile si zajistil druhým proměněným mečbolem.
Rekordně dlouhé utkání se zapsalo do historických tabulek, když se stalo nejdelším zápasem hraným na dvě vítězné sady v otevřené éře tenisu. Jeho doba trvání činila 4 hodiny a 26 minut, čímž překonalo maximum o 23 minut, které do té doby drželo semifinále Novaka Djokoviće aRafaela Nadala na Madrid Masters 2009.
Duel o zlatý olympijský kov mělo stejné složení jako měsíc staré finále Wimbledonu, když na opačné straně dvorce stanul Brit Andy Murray. Švýcar toužil zkompletovat sbírku titulů také o olympijskou dvouhru, která mu jediná chyběla, ale na výborně hrajícího Skota nedokázal najít recept. Po celý zápas nebyl schopen kontrolovat hru a pětkrát ztratil servis. Po bezradné prohře poměrem 2–6, 1–6, 4–6, tak z londýnské olympiády odjel se stříbrnou medailí. V singlové soutěže byli hráčům připsány body do žebříčku ATP. Finálová účast mu v souvislosti s Djokovićovou semifinálovou porážkou zaručila setrvání na první pozici světové klasifikace i po olympijských hrách.
Do soutěže mužské čtyřhry nastupoval společně se Stanislasem Wawrinkou v roli obhájce zlata z pekingských Letních olympijských her 2008. Jako šestí nasazení narazili nejdříve na japonský pár Kei Nišikori a Go Soeda, s nímž nezvládli zkrácenou hru první sady. Utkání však otočili a rozdílem dvou her získali zbylé dvě sady. Ve druhém kole je čekala zkušená izraelská dvojice deblových specialistů Jonatan Erlich a Andy Ram, startující na pozvání Mezinárodní tenisové federace. Švýcaři ovládli první set za méně než půl hodiny jednoznačným způsobem, když soupeřům dovolili uhrát jediný game. Izraelský pár se však vzchopil a uspěl v koncovce druhé sady poté, co dvoubodovým rozdílem vyhrál tiebreak. V rozhodujícím dějství pak Izraelcům stačilo jediné prolomené podání k celkovému triumfu výsledkem 6–1, 6–7 a 3–6, který pro obhájce olympijského titulu znamenal konec medailových nadějí.

### US Open Series
Z plánovaného startu v letní americké US Open Series na torontském Rogers Cupu se odhlásil se zdůvodněním nutnosti odpočinku.

#### Western & Southern Open
Premiérovou událostí série se tak v polovině srpna stal Western & Southern Open v ohijském Cincinnati, na kterém v předchozím ročníku došel do čtvrtfinále. Za hodinu přehrál ve druhém kole Rusa Alexa Bogomolova, když ztratil jen pěti gamů. O jednu hru více dokázal získat v dalším zápase 19letý australský teenager Bernard Tomic. V repríze finále z roku 2010 si mezi poslední osmičkou poradil se světovou dvacítkou Mardym Fishem ve dvou setech. Duel vysoké úrovně rozhodl vyhraným tiebreakem druhé sady. V semifinále se utkal s krajanem a deblovým spoluhráčem Stanem Wawrinkou. První set si Federer připsal ve zkrácené hře stejným poměrem 7:4, jakým ukončil předchozí duel s Fishem. Ve druhém pak zopakoval výsledek z prvního setu čtvrtfinále, když vyhrál 6–3. Vítězstvím si definitivně zajistil pozici nejvýše nasazeného na nadcházejícím US Open. Ve finále jej vyzval druhý hráč žebříčku Novak Djoković. Švýcar do utkání vstoupil s jednoznačnou převahou, když po dvaceti minutách Srba deklasoval 6–0. Druhé dějství mělo rozdílný průběh a o vítězi rozhodla až zkrácená hra, kterou basilejský rodák zvládl těsným dvoubodovým rozdílem 9:7. Na Cincinnati Masters si tak připsal rekordní pátý titul, sedmdesátý šestý v kariéře a poslední v roce 2012. Celým turnajem prošel bez ztracené sady a dokonce bez jediného prohraného podání.

#### US Open
V roli turnajové jedničky a obhájce semifinálové účasti přijížděl na newyorský US Open. Na cestě do čtvrtfinále neztratil žádný set, když za hodinu a půl na úvod vyřadil Američana Donalda Younga. Ve druhém kole mu odpor nedovedl klást ani německý hráč Björn Phau, jemuž vzal pětkrát servis a za devadesát minut postoupil do třetí fáze. Dvacátý šestý tenista klasifikace Fernando Verdasco byl dalším soupeřem, který na Švýcara nenašel recept a za více než dvě hodiny odešel poražen 6–3, 6–4, 6–4. V osmifinále se proti Mardymu Fishovi neopakoval duel z Cincinnati a po Američanově odstoupení ze zdravotních důvodů, ušetřil síly. Ve čtvrtfinále prohrál první dvě sady se sedmým hráčem světa Tomášem Berdychem. Naději vykřesal po prolomení Čechova podání ve třetí fázi, jejímž zvládnutím si vynutil čtvrtý sed. V něm však přišel o podání, které nedokázal získat zpět, a Berdych doservíroval k postupu do semifinále. S koncem osmizápasové neporazitelnosti tak přerušil svou šňůru osmi semifinále na US Open v řadě, kterou odstartoval v sezóně 2004.

### Podzimní halová sezóna

#### Shanghai Rolex Masters
Poslední část sezóny hranou v hale zahájil druhý říjnový týden na čínském Shanghai Rolex Masters. Po volném losu zdolal ve druhé fázi Tchajwance Lu Jan-suna, když v každém vítězném setu odvrátil hrozbu jedné breakové šance soupeře. Ve třetím kole se utkal se světovou sedmnáctkou Stanislasem Wawrinkou, s nímž v tiebreaku zachránil klíčový druhý set, kterým duel dovedl do rozhodující sady. V ní již dominoval a krajana deklasoval „kanárem“. Výhrou 4–6, 7–6, 6–0 si jako první tenista historie zajistil dosažení hranice 300 týdnů na čele žebříčku ATP. Čtvrtfinálový duel proti Chorvatu Marinu Čilićovi od počátku kontroloval a za více než osmdesát minut postoupil do semifinále. Tam jeho pouť turnajem ukončila britská světová trojka Andy Murray, když mu několikrát v průběhu obou setů nezafungovalo podání. Rozdílem jediného breaku v průběhu každém setu si Skot vybojoval postup.

#### Swiss Indoors
V roli prvního nasazeného a dvojnásobného obhájce se z Asie vrátil do rodné Basileje na Swiss Indoors. Premiérový zápas s Němcem Benjaminem Beckerem zvládl po pomalejším rozjezdu, který mohl být způsobem časovým rozdílem. Jedinou sadu na cestě do finále mu ve druhém kole odcizil brazilský antukář Thomaz Bellucci, když zkrácenou hru prostřední sady prohrál 6:8. Utkání rozhodl až prolomením podání v závěru třetího dějství a po více než dvou hodinách prošel do čtvrtfinále. V něm předvedl kvalitní výkon, když na něj francouzský protivník Benoît Paire za méně než hodinu uhrál jen čtyři gamy. Na podání během utkání ztratil jediný míč. Ve vyrovnanějším semifinále s dalším Francouzem Paulem-Henrim Mathieuem byl vždy o jeden krok napřed, když mu v obou sadách stačil dvougamový rozdíl k postupu do devátého finále basilejského turnaje. Současně vyrovnal 875. kariérních vítězství Johna McEnroea na okruhu ATP Tour. V bitvě o titul jej vyzval osmý hráč světa Juan Martín del Potro, který si připsal break v polovině úvodní sady, jíž dovedl do vítězného konce. Federer v závěru vyrovnaného druhého setu odvrátil breakbol a vynutil si tiebreak. V něm uspěl nejtěsnějším dvoubodovým rozdílem 7:5 a o šampiónu musela rozhodnout třetí sada. Na jejím začátku mohl několikrát prolomit podání, ale nevyužité šance dovedly set do druhé zkrácené hry. Jejím ziskem del Potro ukončil Švýcarovu sérii sedmi vzájemných výher a získal první turnajový titul.

#### Paris Masters
Plánovanou obhajobu na turnaji BNP Paribas Masters odehrávajícím se v hale Bercy vypustil. Pro potřebu odpočinku před Turnajem mistrů se z posledního podniku Masters odhlásil.
Po prohraném finále Swiss Open a pařížském odhlášení ztratil na konci října pozici světové jedničky, kterou nepřetržitě držel šestnáct týdnů. Celkovými 302 týdny na prvním místě žebříčku vytvořil nový rekord mužského tenisu. Jednalo se o jeho poslední období na čele světové klasifikace.

#### ATP World Tour Finals

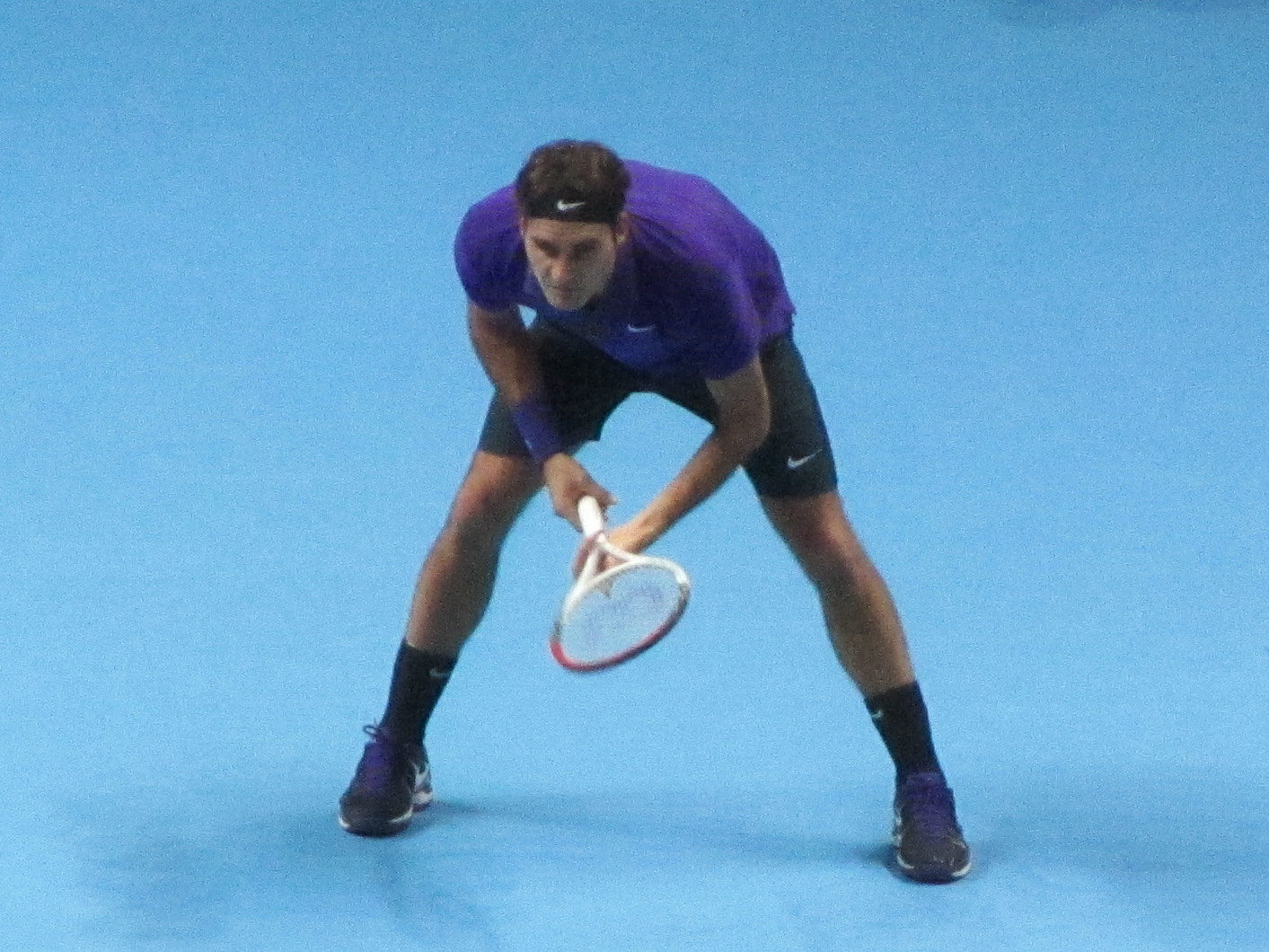
Příjem na Turnaji mistrů

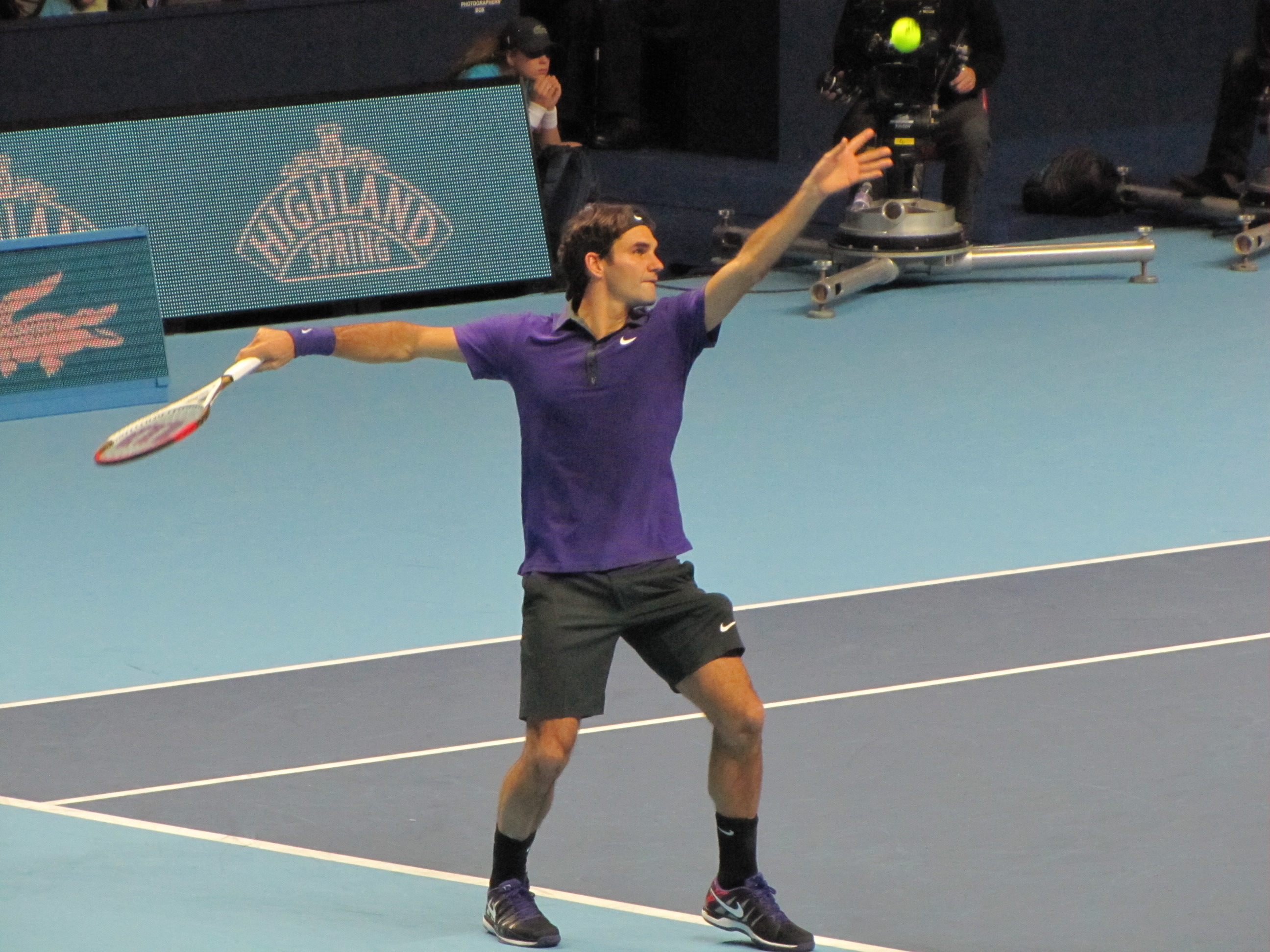
Podání na Turnaji mistrů

Závěrečnou událostí roku se pro Švýcara stal již tradičně Turnaj mistrů, do nějž nastoupilo osm nejlepších hráčů planety, a počtvrté konaný v britské metropoli Londýně. Do O2 Areny přijížděl jako dvojnásobný obhájce titulu a celkově šestinásobný šampión.
 Ve skupině B se jeho soupeři stali Španěl David Ferrer, Argentinec Juan Martín del Potro a srbský debutant Janko Tipsarević. V premiérovém zápasu proti Tipsarevićovi ztratil na servisu jen osm míčů a světové devítce dovolil uhrát za 69 minut čtyři gamy. Jubilejní čtyřicátá výhra na ATP World Tour Finals znamenala nový absolutní rekord v počtu vítězství z Turnaje mistrů, když překonal 39 výher Ivana Lendla. Ve dvou setech poté na jeho raketě zůstal pátý hráč klasifikace Ferrer, když zvládl tiebreak druhé sady poměrem 7:5. Počtrnácté v řadě tak porazil Španěla a zajistil si postup do semifinále. Základní fázi završil duelem proti častému soupeři probíhající sezóny del Potrovi. Argentinec se dostal po vyhrané zkrácené hře do vedení. Federer však utkání neodevzdal a Jihoameričanovi sebral servis v úvodu druhého setu. Dvougamový rozdíl udržel až do závěru a vynutil si třetí fázi. Na jejím začátku del Potro odpověděl prolomením Švýcarova podání, který se dopustil několika nevynucených chyb. Podruhé za sebou basilejského tenistu porazil a přerušil jeho šňůru dvanácti výher na Turnaji mistrů.
Federer obsadil i po prohře první místo a v semifinále jej čekala světová trojka a druhý ze skupiny A Andy Murray, který jej v posledním měření sil zdolal na říjnovém Shanghai Rolex Masters. Skotský tenista získal hned v úvodní hře zápasu break, ale náskok dvou her neudržel, když o podání přišel také. První set rozhodl až tiebreak, v němž si Švýcar vypracoval dva setboly, z nichž druhý proměnil. Ve druhém dějství pak uplatnil psychickou výhodu a turnajové zkušenosti, když soupeři dvakrát odebral servis a za hodinu a půl postoupil do svého osmého finále.
V něm jej čekala světová jednička Novak Djoković. Poté, co se Federer rychle dostal do vedení, Srb hru vyrovnal a dovedl set do zkrácené hry. Její velmi těsný průběh vyzněl ve prospěch Djokoviće poměrem 8:6. O šampiónovi rozhodl závěr druhé sady, kdy pod psychickým tlakem hrající Švýcar, ztratil za stavu 5–5 podání. První tenista světa již vedení nepustil a zápas dovedl k zisku druhého titulu na závěrečné události roku. Federer tak odešel z finále podruhé poražen (poprvé v roce 2005) a nevyužil možnost vyrovnat Lendlův rekord hattricku – tří následných vítězství, které si Čechoameričan připsal v letech 1985–1987. Na 77. kariérní titul, jenž by znamenal vyrovnání McEnroeva výkonu, tak musel dále čekat.
Sezónu zakončil na 2. místě žebříčku ATP za Novakem Djokovićem.

### Davis Cup
Ve fribourgské hale Forum reprezentoval Švýcarsko v únorovém prvním kole Světové skupiny Davis Cupu proti Spojeným státům. Po Wawrinkově prohře s Fishem nastupoval do páteční dvouhry za stavu 0:1. Poté, co si proti sedmnáctému hráči světa Johnu Isnerovi připsal úvodní sadu, začal více chybovat. Američan využil fungující dělový servis. Po několika prolomených podáních otočil utkání ve svůj prospěch a zvýšil náskok hostů na 2–0.
V sobotu nastoupil Federer do čtyřhry po boku Wawrinky. Jejich soupeři složili pár z  nejlepšího deblisty světa Mika Bryana a Mardy Fishe. Švýcarská dvojice získala první sadu díky prolomenému podání. Zbývající tři sety skončily vždy poměrem 6–3 ve prospěch amerických tenistů, kteří na své konto doplnili rozhodující třetí postupový bod. Švýcary tak čekala baráž o Světovou skupinu. Federer, který měl dle rozpisu nastoupit do první nedělní dvouhry proti Fishovi, se rozhodl odpočívat a za rozhodnutého stavu utkání odehráli jiní hráči.
V polovině září se na otevřených antukových dvorcích v Amsterdamu švýcarský tým utkal v baráži s domácím Nizozemskem. V zahajovací dvouhře mezistátního střetnutí bez problémů Federer přehrál Thiema de Bakkera ve třech setech. Druhým singlem navýšil vedení na 2:0 Wawrinka po čtyřsetové výhře nad nizozemskou jedničkou Robinem Haasem.
V sobotní čtyřhře však olympijští šampióni Wawrinka s Federerem nenašli recept na pár Haase a Jean-Julien Rojer, s nímž prohrávali 0:2 na sety. Po zisku třetího dějství, však opět přišli o podání, které znamenalo, že o vítězi a sestupujícím do regionální zóny se rozhodne až v neděli. V nedělní zahajovací dvouhře nedal Federer 50. tenistovi žebříčku Haasemu příležitost ke zdramatizování a po přesvědčivé třísetové výhře pro Švýcarsko vybojoval rozhodující bod, čímž se družstvo kvalifikovalo do Světové skupiny 2013.

## Přehled utkání

### Dvouhra: 83 (71–12)
| Turnaj | utkání | fáze    | soupeř / žebříček ATP       | stav     | výsledek                          |
| Qatar Open Dauhá, Katar ATP 250 Series tvrdý, venku 2.–7. ledna 2012                                                       | 994.   | 1. kolo | Nikolaj Davyděnko / #41     | výhra    | 6–2, 6–2                          |
| Qatar Open Dauhá, Katar ATP 250 Series tvrdý, venku 2.–7. ledna 2012                                                       | 995.   | 2. kolo | Grega Žemlja / #116         | výhra    | 6–2, 6–3                          |
| Qatar Open Dauhá, Katar ATP 250 Series tvrdý, venku 2.–7. ledna 2012                                                       | 996.   | QF      | Andreas Seppi / #38         | výhra    | 6–3, 5–7, 6–4                     |
| Qatar Open Dauhá, Katar ATP 250 Series tvrdý, venku 2.–7. ledna 2012                                                       | –      | SF      | Jo-Wilfried Tsonga / #6     |          | odstoupil                         |
| Australian Open Melbourne, Austrálie Grand Slam tvrdý, venku 16. – 29. ledna 2012                                          | 997.   | 1. kolo | Alexandr Kudrjavcev / #172  | výhra    | 7–5, 6–2, 6–2                     |
| Australian Open Melbourne, Austrálie Grand Slam tvrdý, venku 16. – 29. ledna 2012                                          | –      | 2. kolo | Andreas Beck / #93          |          | bez boje                          |
| Australian Open Melbourne, Austrálie Grand Slam tvrdý, venku 16. – 29. ledna 2012                                          | 998.   | 3. kolo | Ivo Karlović / #57          | výhra    | 7–6(8–6), 7–5, 6–3                |
| Australian Open Melbourne, Austrálie Grand Slam tvrdý, venku 16. – 29. ledna 2012                                          | 999.   | 4. kolo | Bernard Tomic / #38         | výhra    | 6–4, 6–2, 6–2                     |
| Australian Open Melbourne, Austrálie Grand Slam tvrdý, venku 16. – 29. ledna 2012                                          | 1000.  | QF      | Juan Martín del Potro / #11 | výhra    | 6–4, 6–3, 6–2                     |
| Australian Open Melbourne, Austrálie Grand Slam tvrdý, venku 16. – 29. ledna 2012                                          | 1001.  | SF      | Rafael Nadal / #2           | prohra   | 7–6(7–5), 2–6, 6–7(5–7), 4–6      |
| Davis Cup: 1. kolo Světové skupiny Fribourg, Švýcarsko Davis Cup antuka, hala 10.–12. února 2012                           | 1002.  | –       | John Isner / #17            | prohra   | 6–4, 3–6, 6–7(4–7), 2–6           |
| ABN AMRO World Tennis Tournament Rotterdam, Nizozemsko ATP 500 Series tvrdý, hala 13.–19. února 2012                       | 1003.  | 1. kolo | Nicolas Mahut / #83         | výhra    | 6–4, 6–4                          |
| ABN AMRO World Tennis Tournament Rotterdam, Nizozemsko ATP 500 Series tvrdý, hala 13.–19. února 2012                       | –      | 2. kolo | Michail Južnyj / #31        | bez boje |                                   |
| ABN AMRO World Tennis Tournament Rotterdam, Nizozemsko ATP 500 Series tvrdý, hala 13.–19. února 2012                       | 1004.  | QF      | Jarkko Nieminen / #46       | výhra    | 7–5, 7–6(7–2)                     |
| ABN AMRO World Tennis Tournament Rotterdam, Nizozemsko ATP 500 Series tvrdý, hala 13.–19. února 2012                       | 1005.  | SF      | Nikolaj Davyděnko / #49     | výhra    | 4–6, 6–3, 6–4                     |
| ABN AMRO World Tennis Tournament Rotterdam, Nizozemsko ATP 500 Series tvrdý, hala 13.–19. února 2012                       | 1006.  | Finále  | Juan Martín del Potro / #10 | vítěz    | 6–1, 6–4                          |
| Dubai Duty Free Tennis Championships Dubaj, Spojené arabské emiráty ATP 500 Series tvrdý, venku 27. února – 3. března 2012 | 1007.  | 1. kolo | Michaël Llodra / #40        | výhra    | 6–0, 7–6(8–6)                     |
| Dubai Duty Free Tennis Championships Dubaj, Spojené arabské emiráty ATP 500 Series tvrdý, venku 27. února – 3. března 2012 | 1008.  | 2. kolo | Feliciano López / #15       | výhra    | 7–5, 6–3                          |
| Dubai Duty Free Tennis Championships Dubaj, Spojené arabské emiráty ATP 500 Series tvrdý, venku 27. února – 3. března 2012 | 1009.  | QF      | Michail Južnyj / #34        | výhra    | 6–3, 6–4                          |
| Dubai Duty Free Tennis Championships Dubaj, Spojené arabské emiráty ATP 500 Series tvrdý, venku 27. února – 3. března 2012 | 1010.  | SF      | Juan Martín del Potro / #10 | výhra    | 7–6(7–5), 7–6(8–6)                |
| Dubai Duty Free Tennis Championships Dubaj, Spojené arabské emiráty ATP 500 Series tvrdý, venku 27. února – 3. března 2012 | 1011.  | Finále  | Andy Murray / #4            | vítěz    | 7–5, 6–4                          |
| BNP Paribas Open Indian Wells, Spojené státy ATP World Tour Masters 1000 tvrdý, venku 12.–19. března 2012                  | –      | 1. kolo | volný los                   |          |                                   |
| BNP Paribas Open Indian Wells, Spojené státy ATP World Tour Masters 1000 tvrdý, venku 12.–19. března 2012                  | 1012.  | 2. kolo | Denis Kudla / #185          | výhra    | 6–4, 6–1                          |
| BNP Paribas Open Indian Wells, Spojené státy ATP World Tour Masters 1000 tvrdý, venku 12.–19. března 2012                  | 1013.  | 3. kolo | Milos Raonic / #27          | výhra    | 6–7(4–7), 6–2, 6–4                |
| BNP Paribas Open Indian Wells, Spojené státy ATP World Tour Masters 1000 tvrdý, venku 12.–19. března 2012                  | 1014.  | 4. kolo | Thomaz Bellucci / #50       | výhra    | 3–6, 6–3, 6–4                     |
| BNP Paribas Open Indian Wells, Spojené státy ATP World Tour Masters 1000 tvrdý, venku 12.–19. března 2012                  | 1015.  | QF      | Juan Martín del Potro / #9  | výhra    | 6–3, 6–2                          |
| BNP Paribas Open Indian Wells, Spojené státy ATP World Tour Masters 1000 tvrdý, venku 12.–19. března 2012                  | 1016.  | SF      | Rafael Nadal / #2           | výhra    | 6–3, 6–4                          |
| BNP Paribas Open Indian Wells, Spojené státy ATP World Tour Masters 1000 tvrdý, venku 12.–19. března 2012                  | 1017.  | Finále  | John Isner / #11            | vítěz    | 7–6(9–7), 6–3                     |
| Sony Ericsson Open Miami, Spojené státy ATP World Tour Masters 1000 tvrdý, venku 19. března – 1. dubna 2012                | –      | 1. kolo | volný los                   |          |                                   |
| Sony Ericsson Open Miami, Spojené státy ATP World Tour Masters 1000 tvrdý, venku 19. března – 1. dubna 2012                | 1018.  | 2. kolo | Ryan Harrison / #73         | výhra    | 6–2, 7–6(7–3)                     |
| Sony Ericsson Open Miami, Spojené státy ATP World Tour Masters 1000 tvrdý, venku 19. března – 1. dubna 2012                | 1019.  | 3. kolo | Andy Roddick / #34          | prohra   | 6–7(4–7), 6–1, 4–6                |
| Mutua Madrileña Madrid Open Madrid, Španělsko ATP World Tour Masters 1000 antuka, venku 7.–13. května 2012                 | –      | 1. kolo | volný los                   |          |                                   |
| Mutua Madrileña Madrid Open Madrid, Španělsko ATP World Tour Masters 1000 antuka, venku 7.–13. května 2012                 | 1020.  | 2. kolo | Milos Raonic / #23          | výhra    | 4–6, 7–5, 7–6(7–4)                |
| Mutua Madrileña Madrid Open Madrid, Španělsko ATP World Tour Masters 1000 antuka, venku 7.–13. května 2012                 | 1021.  | 3. kolo | Richard Gasquet / #18       | výhra    | 6–3, 6–2                          |
| Mutua Madrileña Madrid Open Madrid, Španělsko ATP World Tour Masters 1000 antuka, venku 7.–13. května 2012                 | 1022.  | QF      | David Ferrer / #6           | výhra    | 6–4, 6–4                          |
| Mutua Madrileña Madrid Open Madrid, Španělsko ATP World Tour Masters 1000 antuka, venku 7.–13. května 2012                 | 1023.  | SF      | Janko Tipsarević / #8       | výhra    | 6–2, 6–3                          |
| Mutua Madrileña Madrid Open Madrid, Španělsko ATP World Tour Masters 1000 antuka, venku 7.–13. května 2012                 | 1024.  | Finále  | Tomáš Berdych / #7          | vítěz    | 3–6, 7–5, 7–5                     |
| Internazionali BNL d'Italia Řím, Itálie ATP World Tour Masters 1000 antuka, venku 14.–20. května 2012                      | –      | 1. kolo | volný los                   |          |                                   |
| Internazionali BNL d'Italia Řím, Itálie ATP World Tour Masters 1000 antuka, venku 14.–20. května 2012                      | 1025.  | 2. kolo | Carlos Berlocq / #38        | výhra    | 6–3, 6–4                          |
| Internazionali BNL d'Italia Řím, Itálie ATP World Tour Masters 1000 antuka, venku 14.–20. května 2012                      | 1026.  | 3. kolo | Juan Carlos Ferrero / #47   | výhra    | 6–2, 5–7, 6–1                     |
| Internazionali BNL d'Italia Řím, Itálie ATP World Tour Masters 1000 antuka, venku 14.–20. května 2012                      | 1027.  | QF      | Andreas Seppi / #30         | výhra    | 6–1, 6–2                          |
| Internazionali BNL d'Italia Řím, Itálie ATP World Tour Masters 1000 antuka, venku 14.–20. května 2012                      | 1028.  | SF      | Novak Djoković / #1         | prohra   | 2–6, 6–7(4–7)                     |
| French Open Paříž, Francie Grand Slam antuka, venku 28. května – 10. června 2012                                           | 1029.  | 1. kolo | Tobias Kamke / #78          | výhra    | 6–2, 7–5, 6–3                     |
| French Open Paříž, Francie Grand Slam antuka, venku 28. května – 10. června 2012                                           | 1030.  | 2. kolo | Adrian Ungur / #92          | výhra    | 6–3, 6–2, 6–7(6–8), 6–3           |
| French Open Paříž, Francie Grand Slam antuka, venku 28. května – 10. června 2012                                           | 1031.  | 3. kolo | Nicolas Mahut / #89         | výhra    | 6–3, 4–6, 6–2, 7–5                |
| French Open Paříž, Francie Grand Slam antuka, venku 28. května – 10. června 2012                                           | 1032.  | 4. kolo | David Goffin / #109         | výhra    | 5–7, 7–5, 6–2, 6–4                |
| French Open Paříž, Francie Grand Slam antuka, venku 28. května – 10. června 2012                                           | 1033.  | QF      | Juan Martín del Potro / #9  | výhra    | 3–6, 6–7(4–7), 6–2, 6–0, 6–3      |
| French Open Paříž, Francie Grand Slam antuka, venku 28. května – 10. června 2012                                           | 1034.  | SF      | Novak Djoković / #1         | prohra   | 4–6, 5–7, 3–6                     |
| Gerry Weber Open Halle, Německo ATP 250 Series tráva, venku 11.–17. června 2012                                            | –      | 1. kolo | volný los                   |          |                                   |
| Gerry Weber Open Halle, Německo ATP 250 Series tráva, venku 11.–17. června 2012                                            | 1035.  | 2. kolo | Florian Mayer / #29         | výhra    | 6–4, 7–5                          |
| Gerry Weber Open Halle, Německo ATP 250 Series tráva, venku 11.–17. června 2012                                            | 1036.  | QF      | Milos Raonic / #21          | výhra    | 6–7(4–7), 6–4, 7–6(7–3)           |
| Gerry Weber Open Halle, Německo ATP 250 Series tráva, venku 11.–17. června 2012                                            | 1037.  | SF      | Michail Južnyj / #31        | výhra    | 6–1, 6–4                          |
| Gerry Weber Open Halle, Německo ATP 250 Series tráva, venku 11.–17. června 2012                                            | 1038.  | Finále  | Tommy Haas / #87            | prohra   | 6–7(5–7), 4–6                     |
| Wimbledon Londýn, Spojené království Grand Slam tráva, venku 25. června – 8. července 2012                                 | 1039.  | 1. kolo | Albert Ramos / #43          | výhra    | 6–1, 6–1, 6–1                     |
| Wimbledon Londýn, Spojené království Grand Slam tráva, venku 25. června – 8. července 2012                                 | 1040.  | 2. kolo | Fabio Fognini / #68         | výhra    | 6–1, 6–3, 6–2                     |
| Wimbledon Londýn, Spojené království Grand Slam tráva, venku 25. června – 8. července 2012                                 | 1041.  | 3. kolo | Julien Benneteau / #32      | výhra    | 4–6, 6–7(3–7), 6–2, 7–6(8–6), 6–1 |
| Wimbledon Londýn, Spojené království Grand Slam tráva, venku 25. června – 8. července 2012                                 | 1042.  | 4. kolo | Xavier Malisse / #75        | výhra    | 7–6(7–1), 6–1, 4–6, 6–3           |
| Wimbledon Londýn, Spojené království Grand Slam tráva, venku 25. června – 8. července 2012                                 | 1043.  | QF      | Michail Južnyj / #33        | výhra    | 6–1, 6–2, 6–2                     |
| Wimbledon Londýn, Spojené království Grand Slam tráva, venku 25. června – 8. července 2012                                 | 1044.  | SF      | Novak Djoković / #1         | výhra    | 6–3, 3–6, 6–4, 6–3                |
| Wimbledon Londýn, Spojené království Grand Slam tráva, venku 25. června – 8. července 2012                                 | 1045.  | Finále  | Andy Murray / #4            | vítěz    | 4–6, 7–5, 6–3, 6–4                |
| Letní olympijské hry Londýn, Spojené království tráva, venku 27. července – 5. srpna 2012                                  | 1046.  | 1. kolo | Alejandro Falla / #51       | výhra    | 6–3, 5–7, 6–3                     |
| Letní olympijské hry Londýn, Spojené království tráva, venku 27. července – 5. srpna 2012                                  | 1047.  | 2. kolo | Julien Benneteau / #32      | výhra    | 6–2, 6–2                          |
| Letní olympijské hry Londýn, Spojené království tráva, venku 27. července – 5. srpna 2012                                  | 1048.  | 3. kolo | Denis Istomin / #35         | výhra    | 7–5, 6–3                          |
| Letní olympijské hry Londýn, Spojené království tráva, venku 27. července – 5. srpna 2012                                  | 1049.  | QF      | John Isner / #11            | výhra    | 6–4, 7–6(7–5)                     |
| Letní olympijské hry Londýn, Spojené království tráva, venku 27. července – 5. srpna 2012                                  | 1050.  | SF      | Juan Martín del Potro / #9  | výhra    | 3–6, 7–6(7–5), 19–17              |
| Letní olympijské hry Londýn, Spojené království tráva, venku 27. července – 5. srpna 2012                                  | 1051.  | Finále  | Andy Murray / #4            | prohra   | 2–6, 1–6, 4–6                     |
| Western & Southern Open Cincinnati, Spojené státy ATP World Tour Masters 1000 tvrdý, venku 13.–19. srpna 2012              | –      | 1. kolo | volný los                   |          |                                   |
| Western & Southern Open Cincinnati, Spojené státy ATP World Tour Masters 1000 tvrdý, venku 13.–19. srpna 2012              | 1052.  | 2. kolo | Alex Bogomolov / #62        | výhra    | 6–3, 6–2                          |
| Western & Southern Open Cincinnati, Spojené státy ATP World Tour Masters 1000 tvrdý, venku 13.–19. srpna 2012              | 1052.  | 3. kolo | Bernard Tomic / #49         | výhra    | 6–2, 6–4                          |
| Western & Southern Open Cincinnati, Spojené státy ATP World Tour Masters 1000 tvrdý, venku 13.–19. srpna 2012              | 1054.  | QF      | Mardy Fish / #20            | výhra    | 6–3, 7–6(7–4)                     |
| Western & Southern Open Cincinnati, Spojené státy ATP World Tour Masters 1000 tvrdý, venku 13.–19. srpna 2012              | 1055.  | SF      | Stanislas Wawrinka / #26    | výhra    | 7–6(7–4), 6–3                     |
| Western & Southern Open Cincinnati, Spojené státy ATP World Tour Masters 1000 tvrdý, venku 13.–19. srpna 2012              | 1056.  | Finále  | Novak Djoković / #2         | vítěz    | 6–0, 7–6(9–7)                     |
| US Open New York, Spojené státy Grand Slam tvrdý, venku 27. srpna – 9. září 2012                                           | 1057.  | 1. kolo | Donald Young / #81          | výhra    | 6–3, 6–2, 6–4                     |
| US Open New York, Spojené státy Grand Slam tvrdý, venku 27. srpna – 9. září 2012                                           | 1058.  | 2. kolo | Björn Phau / #83            | výhra    | 6–2, 6–3, 6–2                     |
| US Open New York, Spojené státy Grand Slam tvrdý, venku 27. srpna – 9. září 2012                                           | 1059.  | 3. kolo | Fernando Verdasco / #26     | výhra    | 6–3, 6–4, 6–4                     |
| US Open New York, Spojené státy Grand Slam tvrdý, venku 27. srpna – 9. září 2012                                           | –      | 4. kolo | Mardy Fish / #25            |          | bez boje                          |
| US Open New York, Spojené státy Grand Slam tvrdý, venku 27. srpna – 9. září 2012                                           | 1060.  | QF      | Tomáš Berdych / #7          | prohra   | 6–7(1–7), 4–6, 6–3, 3–6           |
| Davis Cup: baráž Světové skupiny Amsterdam, Nizozemsko Davis Cup antuka, venku 14.–16. září 2012                           | 1061.  | –       | Thiemo de Bakker / #159     | výhra    | 6–3, 6–4, 6–4                     |
| Davis Cup: baráž Světové skupiny Amsterdam, Nizozemsko Davis Cup antuka, venku 14.–16. září 2012                           | 1062.  | –       | Robin Haase / #50           | výhra    | 6–1, 6–4, 6–4                     |
| Shanghai Rolex Masters Šanghaj, Čína ATP World Tour Masters 1000 tvrdý, hala 8.–14. října 2012                             | –      | 1. kolo | volný los                   |          |                                   |
| Shanghai Rolex Masters Šanghaj, Čína ATP World Tour Masters 1000 tvrdý, hala 8.–14. října 2012                             | 1063.  | 2. kolo | Lu Jan-sun / #62            | výhra    | 6–3, 7–5                          |
| Shanghai Rolex Masters Šanghaj, Čína ATP World Tour Masters 1000 tvrdý, hala 8.–14. října 2012                             | 1064.  | 3. kolo | Stanislas Wawrinka / #17    | výhra    | 4–6, 7–6(7–4), 6–0                |
| Shanghai Rolex Masters Šanghaj, Čína ATP World Tour Masters 1000 tvrdý, hala 8.–14. října 2012                             | 1065.  | QF      | Marin Čilić / #16           | výhra    | 6–3, 6–4                          |
| Shanghai Rolex Masters Šanghaj, Čína ATP World Tour Masters 1000 tvrdý, hala 8.–14. října 2012                             | 1066.  | SF      | Andy Murray / #3            | prohra   | 4–6, 4–6                          |
| Swiss Indoors Basel Basilej, Švýcarsko ATP 250 Series tvrdý, hala 22.–28. října 2012                                       | 1067.  | 1. kolo | Benjamin Becker / #83       | výhra    | 7–5, 6–3                          |
| Swiss Indoors Basel Basilej, Švýcarsko ATP 250 Series tvrdý, hala 22.–28. října 2012                                       | 1068.  | 2. kolo | Thomaz Bellucci / #34       | výhra    | 6–3, 6–7(6–8), 7–5                |
| Swiss Indoors Basel Basilej, Švýcarsko ATP 250 Series tvrdý, hala 22.–28. října 2012                                       | 1069.  | QF      | Benoît Paire / #46          | výhra    | 6–2, 6–2                          |
| Swiss Indoors Basel Basilej, Švýcarsko ATP 250 Series tvrdý, hala 22.–28. října 2012                                       | 1070.  | SF      | Paul-Henri Mathieu / #101   | výhra    | 7–5, 6–4                          |
| Swiss Indoors Basel Basilej, Švýcarsko ATP 250 Series tvrdý, hala 22.–28. října 2012                                       | 1071.  | Finále  | Juan Martín del Potro / #8  | prohra   | 4–6, 7–6(7–5), 6–7(3–7)           |
| Barclays ATP World Tour Finals Londýn, Spojené království Závěrečný turnaj sezóny tvrdý, hala 5.–12. listopadu 2012        | 1072.  | zs      | Janko Tipsarević / #9       | výhra    | 6–3, 6–1                          |
| Barclays ATP World Tour Finals Londýn, Spojené království Závěrečný turnaj sezóny tvrdý, hala 5.–12. listopadu 2012        | 1073.  | zs      | David Ferrer / #5           | výhra    | 6–4, 7–6(7–5)                     |
| Barclays ATP World Tour Finals Londýn, Spojené království Závěrečný turnaj sezóny tvrdý, hala 5.–12. listopadu 2012        | 1074.  | zs      | Juan Martín del Potro / #7  | prohta   | 6–7(3–7), 6–4, 3–6                |
| Barclays ATP World Tour Finals Londýn, Spojené království Závěrečný turnaj sezóny tvrdý, hala 5.–12. listopadu 2012        | 1075.  | SF      | Andy Murray / #3            | výhra    | 7–6(7–5), 6–2                     |
| Barclays ATP World Tour Finals Londýn, Spojené království Závěrečný turnaj sezóny tvrdý, hala 5.–12. listopadu 2012        | 1076.  | Finále  | Novak Djoković / #1         | prohra   | 6–7(6–8), 5–7                     |
| QF – čtvrtfinále, SF – semifinále, zs – základní skupina                                                                   |        |         |                             |          |                                   |

### Čtyřhra: 4 (1–3)
| Turnaj                                                                                           | utkání | fáze    | spoluhráč          | soupeři / ATP                              | stav   | výsledek           |
| Davis Cup: 1. kolo Světové skupiny Fribourg, Švýcarsko Davis Cup antuka, hala 10.–12. února 2012 | 197.   | 1. kolo | Stanislas Wawrinka | Mike Bryan / #1 Mardy Fish / #118          | prohra | 6–4, 3–6, 3–6, 3–6 |
| Letní olympijské hry Londýn, Spojené království tráva, venku 27. července – 5. srpna 2012        | 198.   | 1. kolo | Stanislas Wawrinka | Kei Nišikori / #290 Go Soeda / #337        | výhra  | 6–7(5–7), 6–4, 6–4 |
| Letní olympijské hry Londýn, Spojené království tráva, venku 27. července – 5. srpna 2012        | 199.   | 2. kolo | Stanislas Wawrinka | Jonatan Erlich / #44 Andy Ram / #45        | prohra | 6–1, 6–7(5–7), 3–6 |
| Davis Cup: baráž Světové skupiny Amsterdam, Nizozemsko Davis Cup antuka, venku 14.–16. září 2012 | 200.   | baráž   | Stanislas Wawrinka | Robin Haase / #116 Jean-Julien Rojer / #17 | prohra | 4–6, 2–6, 7–5, 3–6 |

## Přehled finále
| Legenda                       |
| Grand Slam (1–0 D)            |
| Olympijské stříbro (1 D)      |
| ATP World Tour Finals (0–1 D) |
| ATP Masters Series (3–0 D)    |
| ATP World Tour 500 (2–1 D)    |
| ATP World Tour 250 (0–1 D)    |
| D – dvouhra; Č – čtyřhra      |

| Finále dle povrchu |
| ------------------ |
| tvrdý (4–2 D)      |
| antuka (1–0 D)     |
| tráva (1–2 D)      |

| Finále dle místa |
| ---------------- |
| venku (5–2 D)    |
| hala (1–2 D)     |

### Dvouhra: 10 (6–4)
| stav      | č.  | datum              | turnaj                                | povrch    | soupeř ve finále      | výsledek                |
| --------- | --- | ------------------ | ------------------------------------- | --------- | --------------------- | ----------------------- |
| Vítěz     | 71. | 19. února 2012     | Rotterdam, Nizozemsko (2)             | tvrdý (h) | Juan Martín del Potro | 6–1, 6–4                |
| Vítěz     | 72. | 3. března 2012     | Dubaj, SAE (5)                        | tvrdý     | Andy Murray           | 7–5, 6–4                |
| Vítěz     | 73. | 18. března 2012    | Indian Wells, Spojené státy (4)       | tvrdý     | John Isner            | 7–6(9–7), 6–3           |
| Vítěz     | 74. | 13. května 2012    | Madrid, Španělsko (3)                 | antuka    | Tomáš Berdych         | 3–6, 7–5, 7–5           |
| Finalista | 31. | 17. června 2012    | Halle, Německo (2)                    | tráva     | Tommy Haas            | 6–7(5–7), 4–6           |
| Vítěz     | 75. | 8. července 2012   | Wimbledon, Spojené království (7)     | tráva     | Andy Murray           | 4–6, 7–5, 6–3, 6–4      |
| Finalista | 32. | 5. srpna 2012      | LOH – Londýn, Spojené království      | tráva     | Andy Murray           | 2–6, 1–6, 4–6           |
| Vítěz     | 76. | 19. srpna 2012     | Cincinnati, Spojené státy (5)         | tvrdý     | Novak Djoković        | 6–0, 7–6(9–7)           |
| Finalista | 33. | 28. října 2012     | Basilej, Švýcarsko (4)                | tvrdý (h) | Juan Martín del Potro | 4–6, 7–6(7–5), 6–7(3–7) |
| Finalista | 34. | 12. listopadu 2012 | Turnaj mistrů, Spojené království (2) | tvrdý (h) | Novak Djoković        | 6–7(6–8), 5–7           |

## Finanční odměny
| Soutěž                    | turnaj                      | finanční odměna   | celkem      |
| ------------------------- | --------------------------- | ----------------- | ----------- |
| Dvouhra                   | Qatar ExxonMobil Open       | $50 030           | $50 030     |
| Dvouhra                   | Australian Open             | A$437 000         | $500 882    |
| Dvouhra                   | Rotterdam Open              | €290 550          | $884 205    |
| Dvouhra                   | Dubai Tennis Championships  | $409 170          | $1 293 375  |
| Dvouhra                   | BNP Paribas Open            | $1 000 000        | $2 293 375  |
| Dvouhra                   | Sony Ericsson Open          | $23 210           | $2 316 585  |
| Dvouhra                   | Mutua Madrid Open           | €585 800          | $3 082 343  |
| Dvouhra                   | Internazionali BNL d'Italia | €113 580          | $3 229 009  |
| Dvouhra                   | French Open                 | €310 000          | $3 629 312  |
| Dvouhra                   | Gerry Weber Open            | €63 105           | $3 696 441  |
| Dvouhra                   | Wimbledon                   | £1 150 000        | $5 488 141  |
| Dvouhra                   | Cincinnati Masters          | $535 600          | $6 023 741  |
| Dvouhra                   | US Open                     | $237 500          | $6 261 241  |
| Dvouhra                   | Shanghai Rolex Masters      | $165 210          | $6 426 451  |
| Dvouhra                   | Swiss Indoors Basel         | €152 350          | $6 624 842  |
| Dvouhra                   | ATP World Tour Finals       | $800 000          | $7 424 842  |
| Přehled                   | výdělek v sezóně            | výdělek v sezóně  | $8 584 842  |
| Přehled                   | výdělek v kariéře           | výdělek v kariéře | $76 014 777 |
| kurziva – turnajový titul |                             |                   |             |

## Vzájemný poměr utkání
Roger Federer v sezóně 2012 zaznamenal singlový poměr výher a proher 71–12 (85,54 %), z toho měl proti hráčům první světové desítky (kteří byli její součástí v době zápasu) bilanci 16–9 (64 %). Níže je uveden vzájemný poměr utkání vůči jednotlivým soupeřům:
- Juan Martín del Potro 6–2
- Milos Raonic 3–0
- Andy Murray 3–2
- Michail Južnyj 3–0
- Thomaz Bellucci 2–0
- Julien Benneteau 2–0
- Nikolaj Davyděnko 2–0
- David Ferrer 2–0
- Nicolas Mahut 2–0
- Andreas Seppi 2–0
- Janko Tipsarević 2–0
- Bernard Tomic 2–0
- Stanislas Wawrinka 2–0
- John Isner 2–1
- Novak Djoković 2–3
- Thiemo de Bakker 1–0
- Benjamin Becker 1–0
- Carlos Berlocq 1–0
- Alex Bogomolov 1–0
- Marin Čilić 1–0
- Alejandro Falla 1–0
- Juan Carlos Ferrero 1–0
- Mardy Fish 1–0
- Fabio Fognini 1–0
- Richard Gasquet 1–0
- David Goffin 1–0
- Robin Haase 1–0
- Ryan Harrison 1–0
- Denis Istomin 1–0
- Tobias Kamke 1–0
- Ivo Karlović 1–0
- Denis Kudla 1–0
- Alexandr Kudrjavcev 1–0
- Michaël Llodra 1–0
- Feliciano López 1–0
- Lu Jan-sun 1–0
- Xavier Malisse 1–0
- Paul-Henri Mathieu 1–0
- Florian Mayer 1–0
- Jarkko Nieminen 1–0
- Benoît Paire 1–0
- Björn Phau 1–0
- Albert Ramos 1–0
- Adrian Ungur 1–0
- Fernando Verdasco 1–0
- Donald Young 1–0
- Grega Žemlja 1–0
- Tomáš Berdych 1–1
- Rafael Nadal 1–1
- Tommy Haas 0–1
- Andy Roddick 0–1